# Democratische Republiek Georgië
De Democratische Republiek Georgië (DRG; Georgisch: საქართველოს დემოკრატიული რესპუბლიკა, Sakartvelos Demokratioeli Respoeblika) was de eerste republiek van Georgië, die bestond van mei 1918 tot februari 1921, met hoofdstad Tbilisi (Tiflis). De republiek werd opgericht in de nasleep van de Russische Revolutie van 1917 en werd bestuurd door de Sociaaldemocratische Partij van Georgië.
Het Duitse Keizerrijk steunde Georgië door de stationering van troepen, maar na het einde van de Eerste Wereldoorlog hadden de Britten tot juli 1920 het mandaat over het zuidwesten van Georgië. Internationale erkenning van de republiek kwam langzaam op gang door een weifelende houding van de geallieerden. Het Rode Leger veroverde Georgië in februari 1921, waarna de Georgische Socialistische Sovjetrepubliek werd uitgeroepen en werd ingelijfd in de Sovjet-Unie.
De republiek staat voor Georgiërs symbool voor de strijd voor onafhankelijkheid en het culturele lijfsbehoud tegen verschillende vijanden in de regio en wordt herinnerd als een pluriforme democratie met respect voor mensenrechten. Georgië was een van de eerste landen in Europa met vrouwenkiesrecht en nam een voor die tijd uitgesproken progressieve grondwet aan.

## Achtergrond

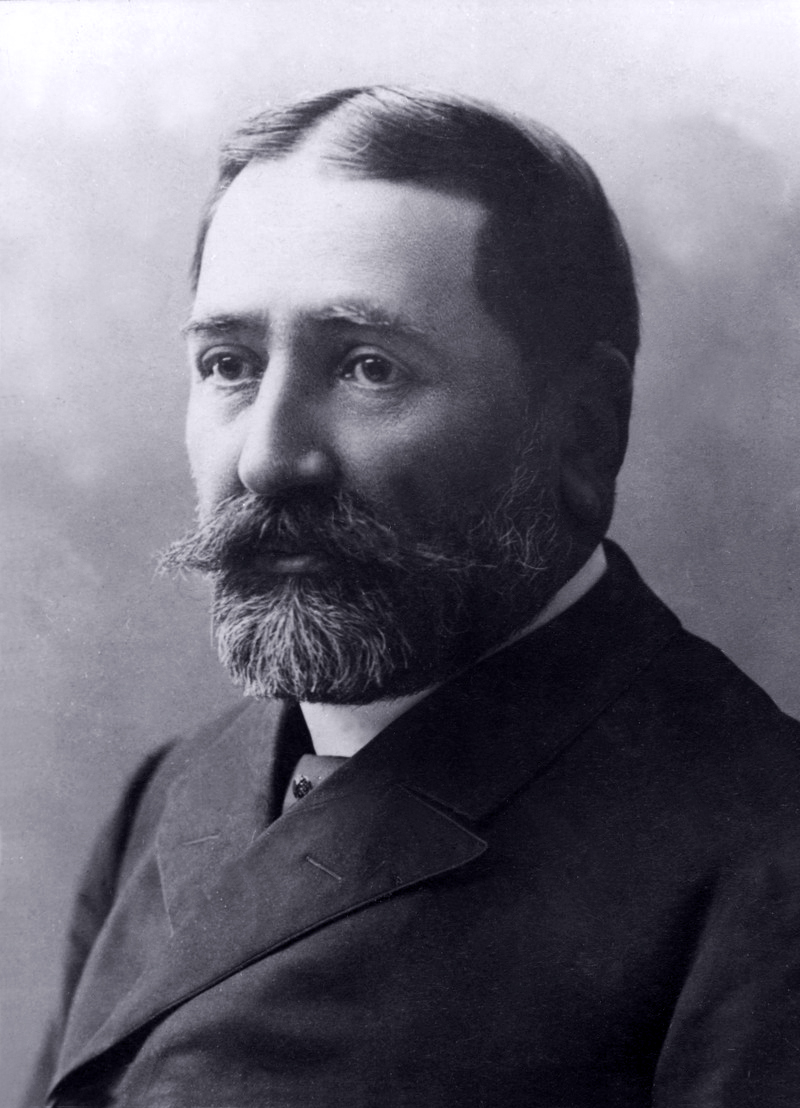
Ilia Tsjavtsjavadze, aanjager van het Georgisch nationaal en cultureel zelfbewustzijn.

Georgië werd in de eerste helft van de 19e eeuw gaandeweg door het Russische Rijk ingelijfd. Vanaf de jaren 1870 kwam onder de intelligentsia een Georgisch nationaal en cultureel zelfbewustzijn op. Mede daardoor kon Georgië zich na de Russische Revolutie van Rusland losmaken.

### Cultureel zelfbewustzijn
Schrijver en journalist Ilia Tsjavtsjavadze was een van de voornaamste inspirators van het groeiende Georgische zelfbewustzijn. Hij gaf vanaf 1877 Iveria uit, een politiek-literaire krant die een platform was voor de intellectuele strijd tegen de Russische overheersing en de russificatie van Georgië. De groep rond Tsjavtsjavadze stond bekend als Pirveli Dasi ('Eerste Groep'). Later ontstond Meore Dasi ('Tweede Groep') die een radicalere koers koos. Geen van beide bewegingen streefde naar onafhankelijkheid, wel naar een progressief Rusland waar universele mensenrechten gerespecteerd zouden worden, evenals lokale talen, culturen en tradities.
Onder invloed van Tsjavtsjavadze kwam een nieuwe generatie schrijvers op, met Iakob Gogebasjvili als gezaghebbende exponent. Hij legde zich toe op het Georgisch taalonderwijs voor kinderen en stelde dat Georgië enkel weer zelfrespect kon krijgen door herwaardering van de Georgische taal. Het Georgisch nationalisme werd verder aangejaagd door de repressieve wind die in de jaren 1880 onder tsaar Alexander III waaide, waarbij taal-, religieuze en andere burgerrechten werden beknot en dissidentie tegen het regime werd onderdrukt.

### Opkomst sociaaldemocratie
De vrijheidsidealen kregen een politiek element onder invloed van 'Het Kapitaal' van Karl Marx, dat bij een jongere generatie Georgische intellectuelen beklijfde. Dit leidde in 1892 tot de oprichting van Mesame Dasi ('Derde Groep') op initiatief van schrijver Egnate Ninosjvili. Dit was de eerste sociaaldemocratische partij in de Kaukasus, die later transformeerde in de Sociaaldemocratische Partij van Georgië. Op de eerste bijeenkomst in Kvirila waren hoofdrolspelers van de toekomstige Georgische republiek aanwezig, onder wie Noë Zjordania en Nikoloz Tsjcheidze.
Na afloop schreef Zjordania het partijmanifest 'Economische Vooruitgang en het Nationale Vraagstuk', dat een uitgebreide uiteenzetting was van de marxistische economische doctrine toegepast op Georgische omstandigheden. Hij kon zich de opmars van het socialisme niet voorstellen zonder een overgang van feodalisme naar kapitalisme. Dat was een breuk met de opvatting van andere Georgische socialisten, die van mening waren dat de fase van kapitalisme kon worden overgeslagen. Het manifest werd in februari 1893 op de tweede bijeenkomst in Tbilisi unaniem aangenomen, waarmee de basis werd gelegd voor de mensjewistische sociaaldemocratie in Georgië.
Het socialistische activisme schoot wortel in de mijnbouwsteden Tkiboeli en Tsjiatoera, gebieden met een grote concentratie van arbeiders. Verschillende hoofdrolspelers weken uit naar het buitenland uit vrees voor arrestatie. Zjordania vluchtte naar Europa waar hij in vier jaar tijd een uitgebreid netwerk opbouwde.

### Goeriaanse Republiek

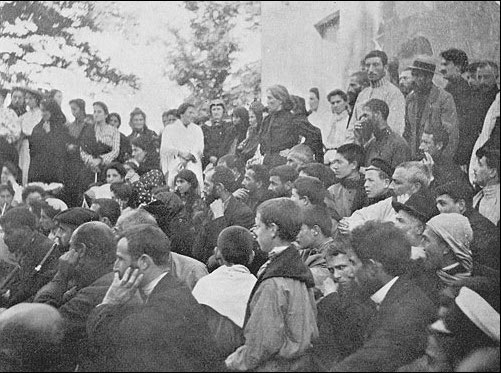
Volkstribunaal in Ozoergeti, Goeria (1905).

In 1902 vond in de West-Georgische provincie Goeria een boerenopstand plaats, waarna de Goeriaanse Republiek werd uitgeroepen. De rebellie tegen het feodale landbeleid begon in het dorp Nigoiti om de graasrechten van boeren en werd gesteund door de sociaaldemocraten. De provincie kende een geschiedenis van verzet tegen de Russische machthebbers. In 1841 had er ook al een anti-Russische opstand plaatsgevonden.
Na de revolutie van 1905 werd de rebellie in Goeria neergeslagen, maar desondanks werd de provincie de bakermat van de Georgische mensjewieken. Het was het voorland van de Georgische onafhankelijkheid een decennium later. Historicus Jones beargumenteerde dat de sociaaldemocraten de privatisering van land steunden om een burgerlijke revolutie op het platteland te bevorderen. Ze vormden daarmee het eerste prototype van de op boeren gebaseerde nationale bevrijdingsbewegingen die vanaf 1917 centraal kwamen te staan in Lenins eigen anti-koloniale beleid.

### Revoluties

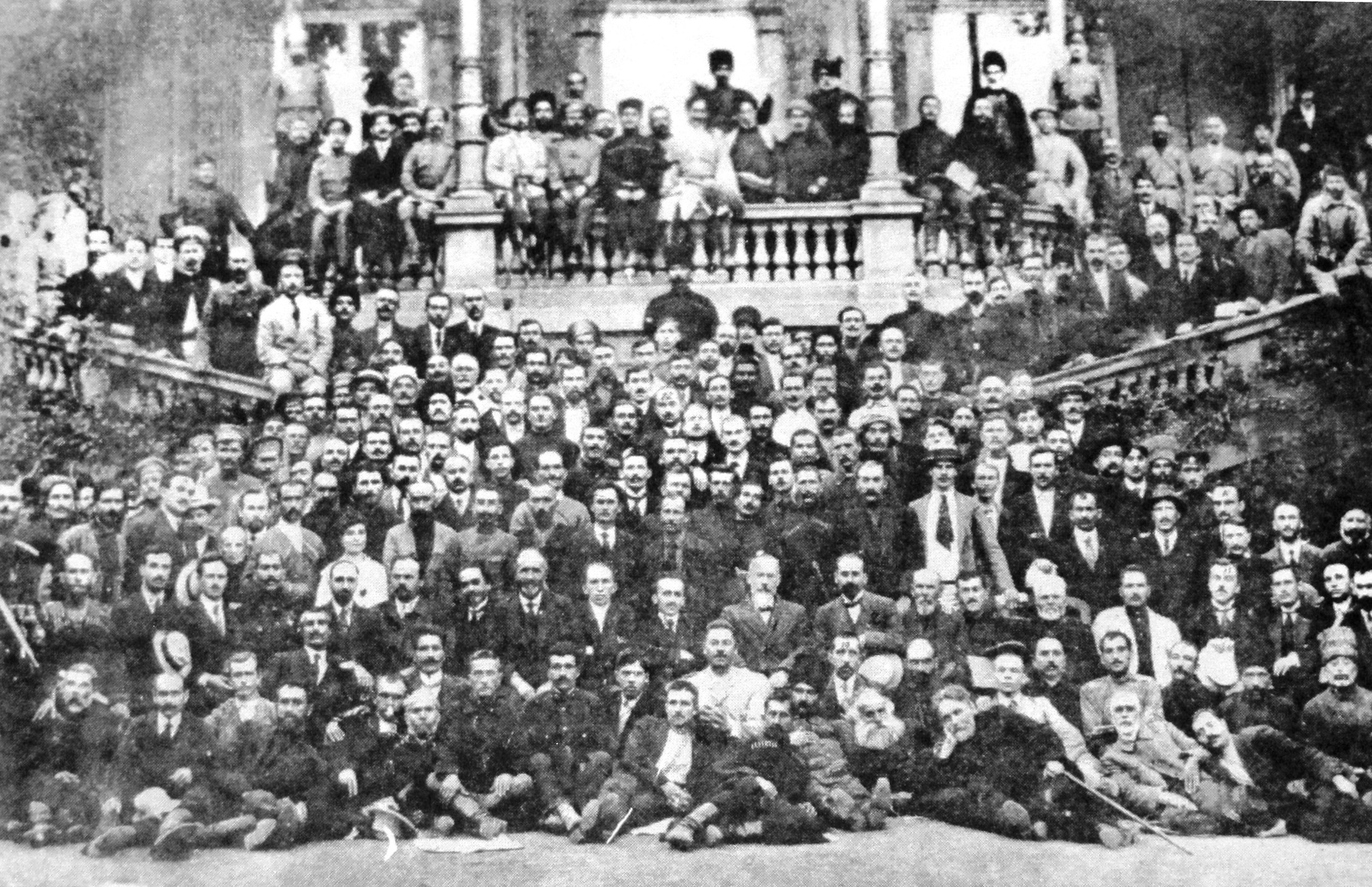
Regionale Kaukasische sovjet (mei 1917).

Onder leiding van Zjordania werd in 1916 in Lantsjchoeti een conferentie van de Sociaaldemocratische Partij gehouden, waar besloten werd dat Georgië de onafhankelijkheid zou kunnen verklaren op het moment dat Rusland verslagen zou worden in de Eerste Wereldoorlog. Na de Februarirevolutie van 1917 verdampte het tsaristische bestuur in Transkaukasië en ontstond er een politiek vacuüm. De bestuurlijke bevoegdheden kwamen in handen van het Speciaal Transkaukasisch Comité (Ozakom) van de Russische Voorlopige Regering.
De volksvertegenwoordigingen (sovjet) in Georgië waren in handen van de Sociaaldemocratische Partij, die de Voorlopige Regering in Petrograd (Sint-Petersburg) steunde. De Georgische mensjewieken hadden invloed in het Russisch bestuur: Nikoloz Tsjcheidze was voorzitter van de sovjet van Petrograd en Irakli Tsereteli was een prominent minister in de Voorlopige Regering. Beide gremia eisten de jurisdictie over heel Rusland op. Lev Trotski en de bolsjewieken koesterden achterdocht jegens de Georgiërs in het Russische bestuur en vreesden dat ze de revolutie naar hun hand zouden zetten.
Zjordania werd in 1917 verkozen tot voorzitter van de sovjet van Tbilisi en speelde in die hoedanigheid een leidende rol in de consolidering van de mensjewistische macht in Georgië. De bolsjewistische Oktoberrevolutie in 1917 veranderde de situatie dermate dat Zjordania, die in Petrograd was, ervan overtuigd raakte dat de mensjewieken niet in staat zouden zijn om de macht in Rusland te verwerven. Hij keerde naar Georgië terug en kwam tot de conclusie dat het land zijn eigen weg moest gaan.

### Afscheiding

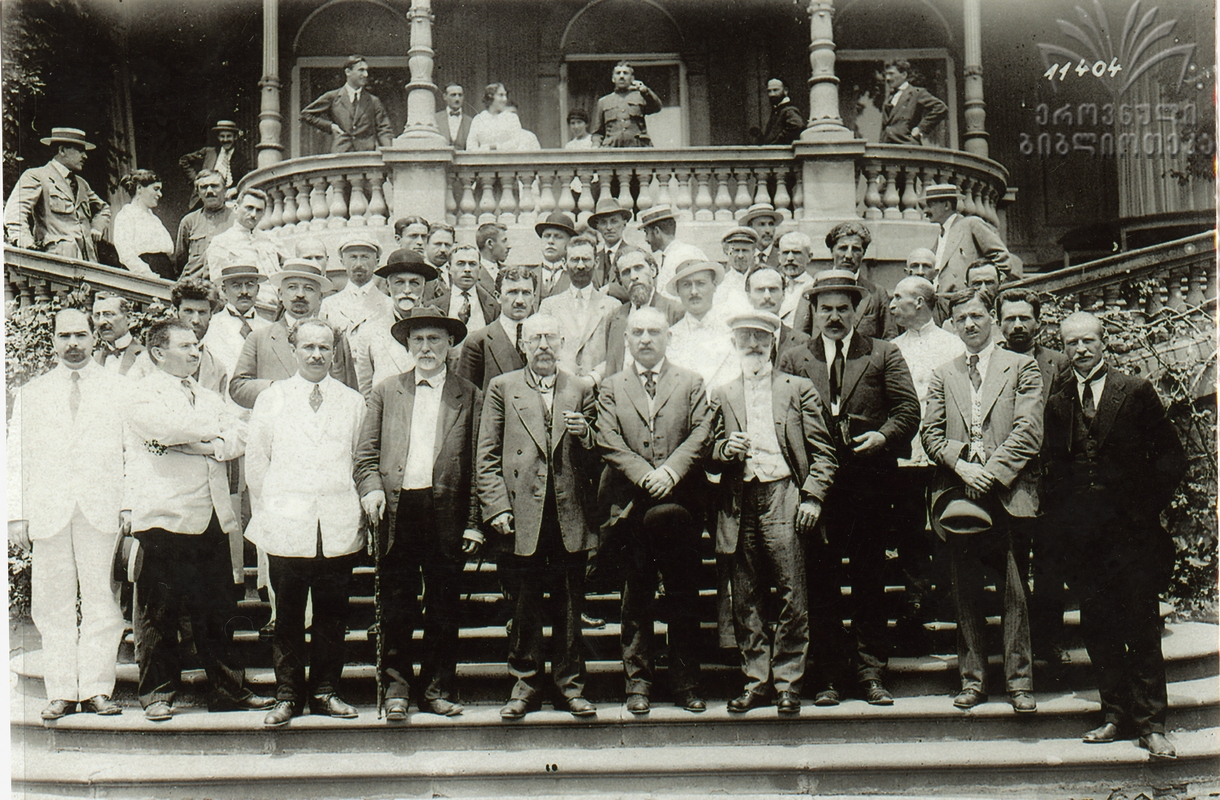
De Nationale Raad van Georgië op de dag van de onafhankelijkheidsverklaring (26 mei 1918).

De Transkaukasische door mensjewieken gecontroleerde sovjets erkenden de post-revolutionaire regering van Vladimir Lenin niet. De anarchie nam toe in de regio en er ontstonden chronische voedseltekorten. Tienduizenden deserterende bolsjewistische soldaten die op de terugweg waren van het Kaukasisch front bedreigden Tbilisi en veroorzaakten muiterijen in Gori en Koetaisi. De Georgische, Armeense en Azerbeidzjaanse politici zagen zich hierdoor genoodzaakt een verenigde regionale autoriteit op te richten, het Transkaukasisch Commissariaat geleid door de Georgiër Evgeni Gegetsjkori.
De aanpak van de acute problemen in Georgië oversteeg de mandaten van de bestaande gremia. Op 3 november 1917 (O.S.) werd daarom besloten het Nationaal Congres van Georgië op te richten dat hier verdere besluiten over moest nemen. Dit orgaan hield van 19 tot 22 november 1917 zijn eerste bijeenkomst en werd voorgezeten door Zjordania. Aan het congres namen 329 gedelegeerden deel die door een mandaatcommissie waren geselecteerd. Zij vertegenwoordigden de verschillende politieke gremia in Georgië, evenals vakbonden, het leger, ondernemingen, culturele instellingen, de pers, de adel en etnische minderheden.

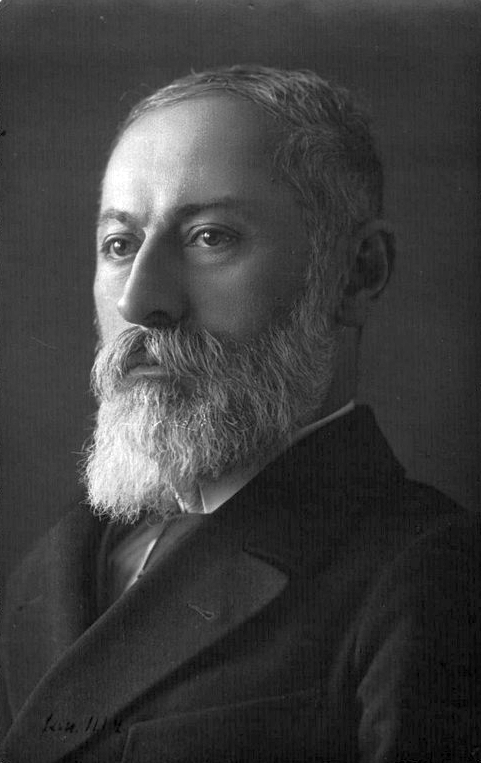
Noë Zjordania leidde Georgië naar de onafhankelijkheid.

Op basis van een rapport van Zjordania werd door het Nationaal Congres een resolutie aangenomen die opriep tot "volledig zelfbestuur van het grondgebied van Georgië met een eigen wetgevende vergadering over lokale kwesties". Ook werd besloten tot de oprichting van de wetgevende Nationale Raad van Georgië. De leden van dit parlementaire orgaan werden tijdens het Nationaal Congres gekozen en waren van verschillende politieke partijen en etnische achtergrond. Zjordania werd gekozen tot de voorzitter van zowel de raad als het presidium ervan.
De wapenstilstand van Erzincan van 18 december 1917 tussen het Ottomaanse Rijk en het Transkaukasisch Commissariaat moest rust brengen in de Oost-Anatolische gebieden waar zowel Rusland als de Ottomanen aanspraak op maakten. Dit kon niet voorkomen dat Enver Pasja's leger in februari 1918 een groot gebied heroverde. De Vrede van Brest-Litovsk tussen de centrale mogendheden en de Ottomanen betekende een flink verlies van territorium voor Georgië. Het verdrag maakte de herovering van historisch Georgisch gebied in de voorgaande eeuw ongedaan en werd derhalve niet erkend door de Georgiërs.
Intussen werd de autocefaliteit van de Georgisch-Orthodoxe Kerk hersteld en werd in januari 1918 de Universiteit van Tbilisi opgericht, een Georgischtalige instelling en de eerste universiteit in de Kaukasus. Op 23 februari 1918 werd de wetgevende Transkaukasische Sejm opgericht, die net als het Transkaukasisch Commissariaat in Tbilisi zetelde. Twee maanden later werd door de Georgische voorzitter van de Sejm Nikoloz Tsjcheidze de Transkaukasische Democratische Federatieve Republiek uitgeroepen, die Georgië, Armenië en Azerbeidzjan verenigde. De regering hiervan werd geleid door de Georgiër Akaki Tsjchenkeli. Verdeeldheid over met name Ottomaans Turkije verscheurde de federatie in korte tijd, wat blootgelegd werd tijdens de vredesbesprekingen die op 11 mei 1918 in Batoemi van start gingen.
De Armeniërs en Georgiërs wilden dat de Ottomanen hun opmars naar het noorden en oosten zouden stoppen en zich zouden houden aan de afgesproken grens in het Verdrag van Brest-Litovsk. De Ottomanen hadden via dat verdrag de provincies Batoemi, Ardahan en Kars al toegekend gekregen die met de Vrede van San Stefano in 1878 nog onder Russisch gezag waren gekomen. De Azerbeidzjanen wilden juist meer Ottomaanse invloed in de regio. Na vijf weken viel de Transkaukasische republiek uit elkaar toen de Georgiërs eruit stapten en zich onafhankelijk verklaarden.

## Onafhankelijkheid

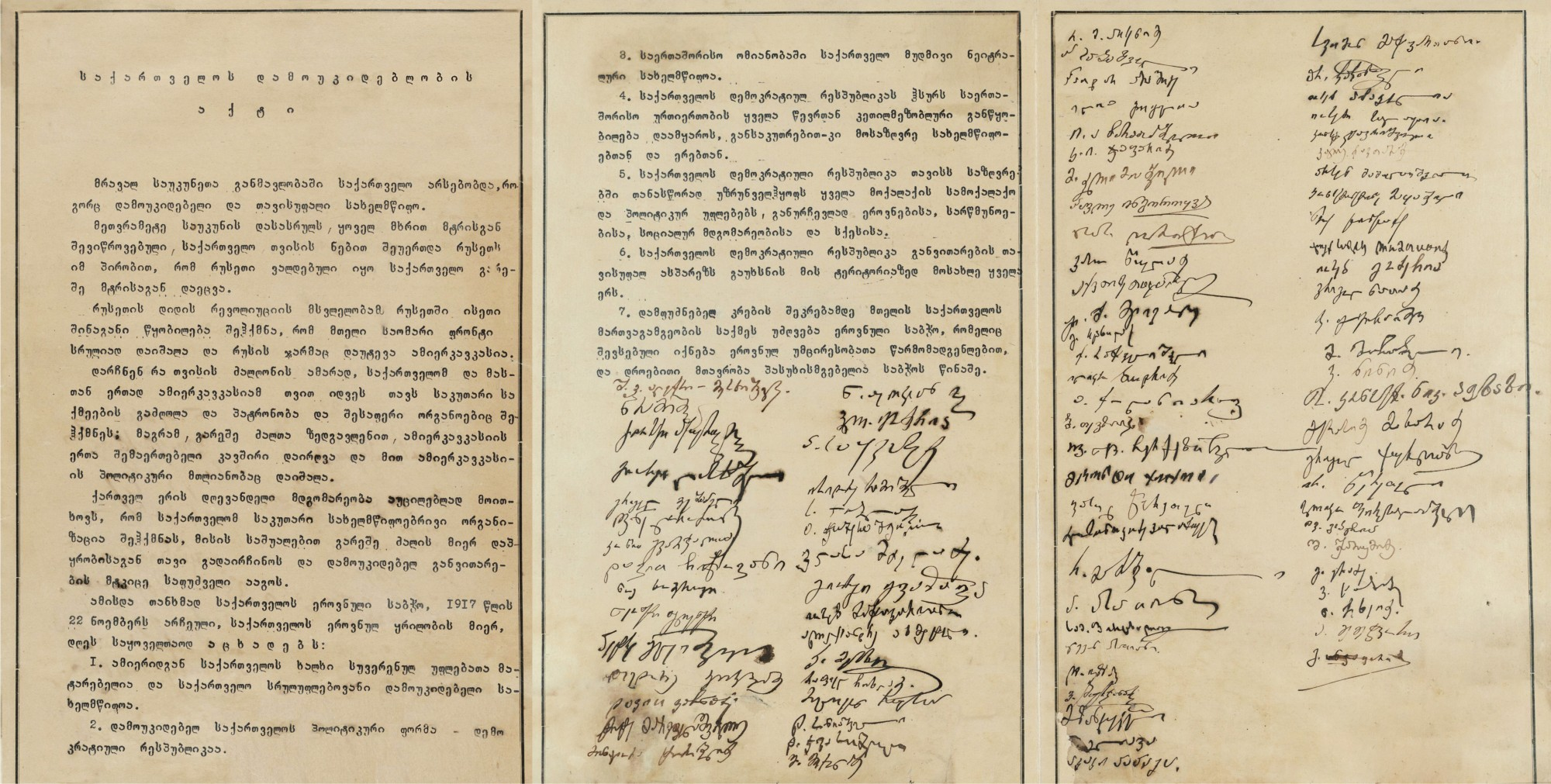
Akte van onafhankelijkheid, ondertekend door de 88 leden van de Nationale Raad van Georgië.

Voorzitter Noë Zjordania van het presidium van de Nationale Raad van Georgië riep op 26 mei 1918 de Democratische Republiek Georgië uit, waarna de akte van onafhankelijkheid ondertekend werd door alle 88 leden van de Nationale Raad van Georgië. De akte verklaarde het Georgische volk soeverein en volwaardig onafhankelijk in een neutrale 'democratische republiek'. Tevens beloofde het de burgerrechten en politieke rechten van al haar burgers gelijkelijk te waarborgen, ongeacht hun etniciteit, geloof, sociale status en geslacht en werd een grondwetgevende vergadering aangekondigd. Binnen enkele dagen werd een regering gevormd, die in de eerste maand geleid werd door Noë Ramisjvili, waarna Zjordania premier werd.

De huidige staat van de Georgische natie vereist noodzakelijkerwijs dat Georgië zijn eigen staatsorganisatie creëert, zichzelf behoedt voor verovering door een externe macht en een solide basis legt voor onafhankelijke ontwikkeling.
— Akte van Onafhankelijkheid

### Duits protectoraat

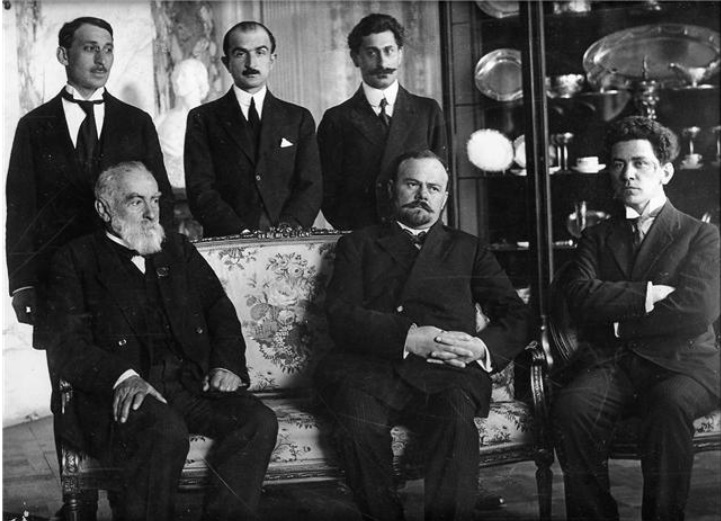
De Georgische delegatie naar Berlijn (1918): staand Spiridon Kedia, Giorgi Matsjabeli, Micheil Tsereteli; zittend Niko Nikoladze, Akaki Tsjchenkeli, Zoerab Avalisjvili. Tsereteli werd ambassadeur naar Zweden en Noorwegen.

Georgische en Duitse delegaties hielden in mei 1918 geheime gesprekken in Batoemi als opmaat naar de Georgische onafhankelijkheid. Deze gesprekken liepen parallel met de Ottomaans-Kaukasische vredesbesprekingen in diezelfde stad. Op 24 mei adviseerde de Duitse delegatie aan de Georgische buitenlandminister Akaki Tsjchenkeli om zo snel mogelijk de Georgische onafhankelijkheid uit te roepen en Ottomaanse bezetting van Georgië af te wenden door Duitse bescherming. Het Duitse Keizerrijk was de enige buitenlandse mogendheid die bereid was deze bescherming te bieden in de Zuidelijke Kaukasus en had hierbij ook een eigenbelang voor ogen. Op 28 mei 1918 erkende Duitsland de Georgische republiek door middel van het Verdrag van Poti.
De Georgisch-Duitse relaties kwamen niet uit de lucht vallen. De Georgiërs hadden in de voorbije eeuwen regelmatig contact met de Duitse wereld. In de 19e eeuw kreeg dit een belangrijke impuls, toen met toestemming van het Russische bestuur families uit de Duitse streek Zwaben zich in het gouvernement Tiflis vestigden. Deze zogeheten Kaukasusduitsers stichtten vanaf 1818 verschillende koloniën, waaronder Katerinenfeld (Bolnisi), Elizabethal (Asoereti) en een aantal nederzettingen bij Tbilisi. Zij hielden zich voornamelijk bezig met landbouw, de productie van bier en kaas, ambachten en industriële activiteiten, en ze openden in Tbilisi een van de eerste hotels van het Europese type.
Kort na het uitbreken van de Eerste Wereldoorlog werden hechtere relaties gesmeed door de oprichting van het Comité voor de Onafhankelijkheid van Georgië, dat door het Duitse Keizerrijk gesteund werd. Doel van het comité was de Russische overheersing omver te werpen en de onafhankelijkheid te herstellen onder Duitse bescherming. In de late fase van de Eerste Wereldoorlog wilden de Duitsers de Turkse ambities in de Kaukasus indammen vanwege de oliebronnen in Bakoe, die ze zelf onder controle wilden krijgen. Hiervoor hadden de Duitsers een springplank nodig in de Kaukasus: Georgië. Daarnaast stoorde het Duitse leiderschap zich aan de Ottomaanse massamoord op de christelijke inwoners in de Georgische en Armeense gebieden die de Ottomanen met de Vrede van Brest-Litovsk hadden overgenomen van Rusland. Duitsland had Rusland gedwongen deze gebieden af te staan aan de Turken.
In het Georgisch-Duitse Verdrag van Poti werd overeengekomen dat Duitse troepen gestationeerd zouden worden op strategisch belangrijke locaties. De Duitsers kregen het exploitatierecht op de mangaanmijnen van Tsjiatoera voor hun oorlogsindustrie, wat de Georgische regering de broodnodige inkomsten opleverde. In 1918 werd ongeveer 300.000 ton mangaan naar Duitsland geëxporteerd. De staat kon in deze periode maar moeilijk belastingen innen en had last van stakingen met tekorten van allerlei goederen tot gevolg. De Duitsers kregen daarnaast het recht de Georgische spoorwegen te gebruiken. Er kwamen Duitse fondsen voor de ontwikkeling van de haven van Poti en er werden plannen ontwikkeld voor een communicatiekabel door de Zwarte Zee en een oliepijpleiding van Batoemi naar Poti.

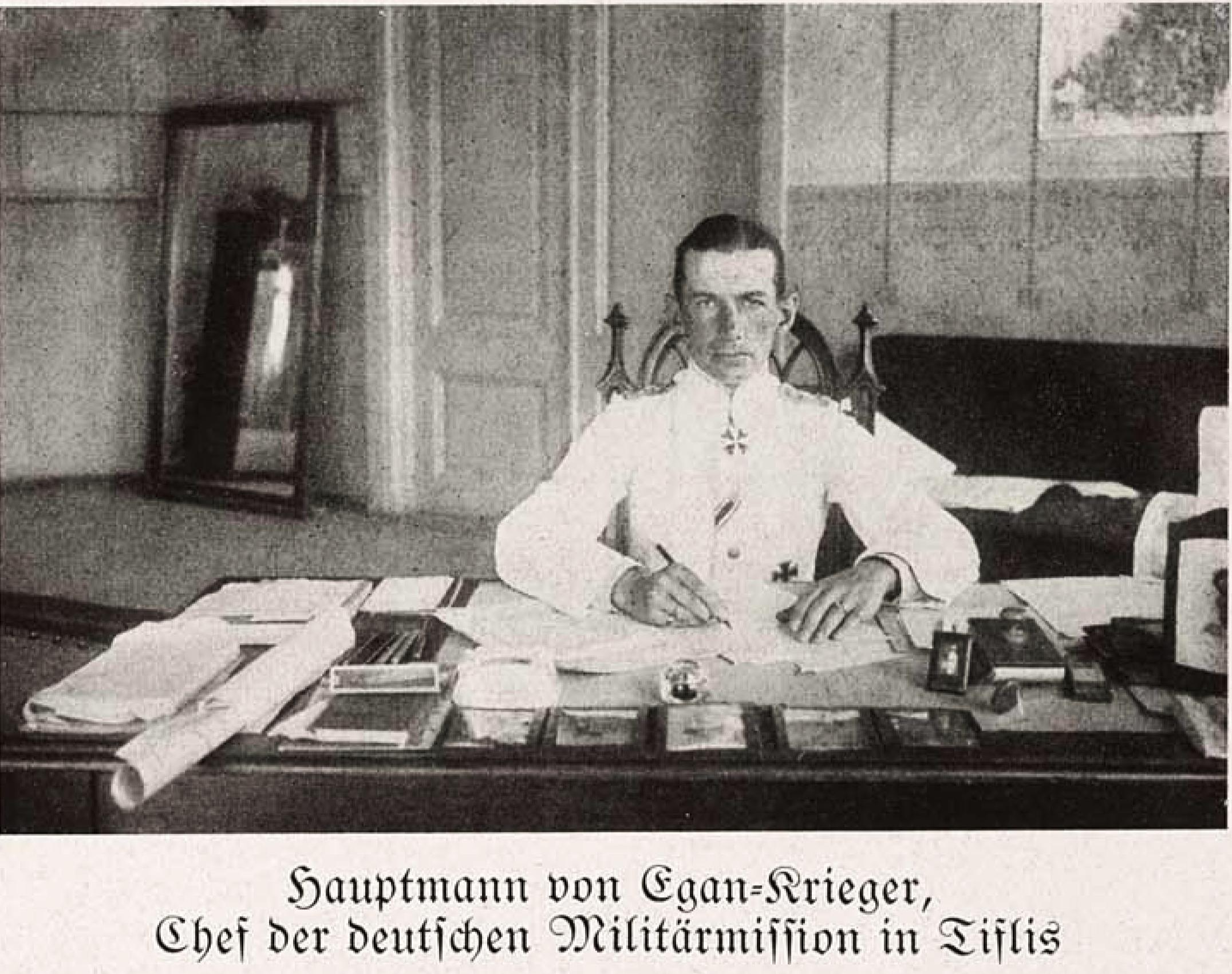
Jenö von Egan-Krieger, leider van de Duitse Kaukasusexpeditie in Tbilisi tot de komst van generaal Friedrich Kress von Kressenstein in juni 1918.

De Duitse Kaukasusexpeditie zorgde voor een soepele werking van de spoorwegen en de olieterminals in Batoemi en bleef voornamelijk ondersteunend ten aanzien van de Georgische veiligheidsuitdagingen. De expeditie stationeerde troepen langs de Georgisch-Turkse grens. De Ottomanen dwongen Georgië een week na het sluiten van het Georgisch-Duitse pact tot het Verdrag van Batoemi. Dit verdrag betekende voor Georgië weliswaar de Turkse erkenning van de onafhankelijkheid, maar ook de opgave van nog twee districten in het grensgebied, een verplichting tot inkrimping van de krijgsmacht en het afgeven van de controle over de spoorwegen.
De Georgiërs ratificeerden het verdrag met de Turken niet en door de komst van de eerste 3.000 Duitse troepen vanuit de Krim en Syrië in dezelfde week werd de uitvoering ervan ook voorkomen. Op 10 juni 1918 raakten Georgische en Duitse troepen in gevecht met Ottomaanse strijdkrachten toen deze het Zuid-Georgische district Bortsjalo probeerden te veroveren. Duitse dreigementen om de steun aan de Ottomanen in te trekken hielden hen af van verdere initiatieven in de richting van Zuid-Georgië. In het najaar van 1918 lukte het door Duitse inspanning de Georgische strijdkrachten beter te organiseren.
Van augustus tot oktober 1918 was een beperkt aantal Duitse troepen ook in Abchazië en het district Sotsji gestationeerd om de noordwestelijke Georgische grenzen te beschermen tegen aanvallen van de Witten en het Rode Leger. De Ottomanen gaven zich op 30 oktober 1918 over aan de geallieerden met de ondertekening van de wapenstilstand van Mudros, gevolgd door de Duitsers op 11 november 1918. Als gevolg van deze capitulatie moesten de Duitsers zich terugtrekken uit Georgië, waarmee een einde kwam aan de Duitse bescherming van Georgië. De terugtrekking in december 1918 ging ordentelijk, maar leidde tot onrust en wanorde. Er vonden lokale opstanden plaats en het Armeens-Georgische conflict over Bortsjalo laaide op door Ottomaanse manipulatie van beide partijen. De als pro-Duits ervaren buitenlandminister Tsjchenkeli werd vervangen door de meer neutrale Evgeni Gegetsjkori.

### Grondwetgevende Vergadering

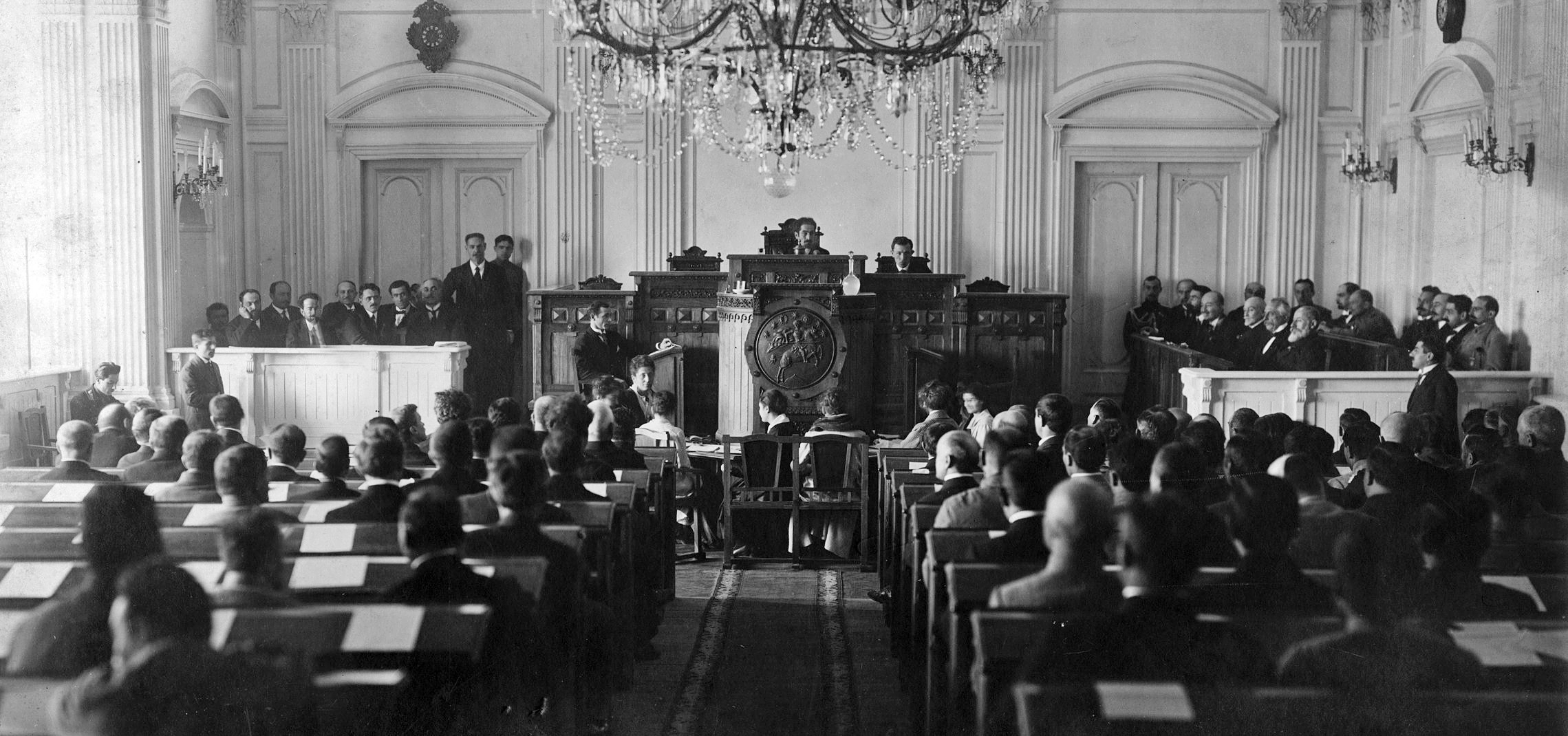
Inhuldiging van de democratisch verkozen Grondwetgevende Vergadering op 12 maart 1919.

In de loop van 1918 werd een progressieve kieswet aangenomen met algemeen kiesrecht voor beide geslachten en een "gelijke, rechtstreekse en geheime stemming met evenredige vertegenwoordiging". Georgië liep daarmee in de voorhoede van het vrouwenkiesrecht, mede door de inspanningen van feministen als Kato Mikeladze. Er gold geen kiesdrempel en de kiesgerechtigde leeftijd was 20 jaar. De verkiezingen voor de Grondwetgevende Vergadering werden in februari 1919 gehouden en met 81 procent van de stemmen gewonnen door de Sociaaldemocratische Partij van premier Zjordania. Het samenstellen van een grondwet werd de belangrijkste taak van het 130-leden tellende parlement, waarin vijf vrouwen zaten en etnische minderheden vertegenwoordigd waren. Een van de vijf verkozen vrouwen, Kristine Sjarasjidze, werd benoemd tot secretaris van het presidium van de Grondwetgevende Vergadering.
In de eerste sessie op 12 maart 1919 werd de akte van onafhankelijkheid nog eens bekrachtigd. De ontwerpgrondwet werd in juli 1920 gepresenteerd en de definitieve versie, met 17 hoofdstukken en 149 artikelen, werd op 21 februari 1921 aangenomen. Het was in dit tijdperk een van de progressiefste grondwetten in de wereld op het gebied van universele mensenrechten, en het weerspiegelde de democratische aspiraties van de republiek. In twee jaar tijd werden ruim honderd wetten aangenomen. Deze hadden voornamelijk betrekking op staatsburgerschap, lokale verkiezingen, de defensie van het land, de landbouw, het rechtssysteem, bescherming van etnische minderheden, het openbaar onderwijs, fiscaal en monetair beleid, de spoorwegen en de economie.

### Armeense invasie

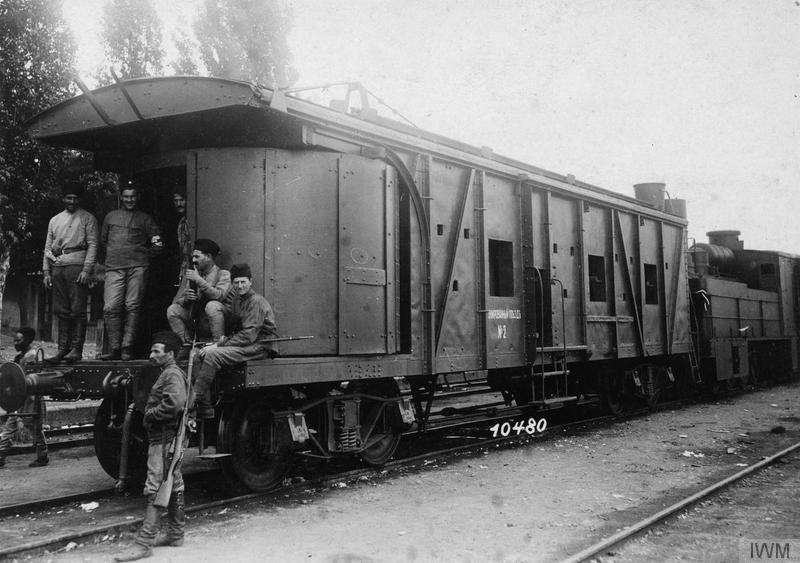
Georgische strijdkrachten zetten hun bepantserde trein in tegen het Armeense offensief tussen Sadachlo en Marneoeli.

De Zuid-Georgische provincies Bortsjalo en Achalkalaki werden door Armenië opgeëist en er waren overlappende claims in de voormalige Ottomaans gecontroleerde gebieden. Op 18 oktober 1918 brak de Armeens-Georgische Oorlog uit, toen Armeense troepen Bortsjalo binnentrokken, waarbij ze ook een bestandslijn van onbetwist gebied overschreden en een confrontatie hadden met Duitse troepen. Na negen dagen kregen de Georgiërs de situatie onder controle en keerde de rust terug. De vijandigheden laaiden op 5 december 1918 op toen de Armeense zijde een nieuw offensief startte, wat samenviel met de Duitse terugtrekking uit Georgië.
De gevechten hielden aan tot 31 december 1918, toen het Verenigd Koninkrijk een wapenstilstand bemiddelde. Er werd een neutrale zone ingesteld onder Brits gezag in het zuidelijke deel van Bortjsalo, de hedendaagse Armeense provincie Lori. Een definitieve oplossing van het territoriale geschil bleef ondanks aanvullende onderhandelingen uit. Ondanks dit geschil erkende Armenië de Georgische republiek op 8 maart 1919.

### Osseetse kwestie
De Osseetse gemeenschap in Georgië zocht al voor de Georgische onafhankelijkheid vormen van zelfbestuur, met name het deel dat in het gebied woonde dat later Zuid-Ossetië is gaan heten, in het noorden van Sjida Kartli. In juni 1917 werd de Osseetse Nationale Raad opgericht, die al snel door bolsjewieken werd gecontroleerd. De Osseetse bolsjewieken kregen regelmatig hulp vanuit Rusland, dat een onafhankelijk Georgië niet accepteerde, om zo de Georgische staat te helpen ondermijnen. Wat begon als een (economische) klassenstrijd, over onder meer het (feodale) landbeleid, mondde uit in een etnisch conflict, dat zijn sporen naliet tot in de 21e eeuw. Georgiërs in het gebied waren voornamelijk landeigenaren, van wier land de Osseetse boeren gebruik maakten. Dit leidde tot agressie van (Osseetse) boeren tegen de (Georgische) landeigenaren, die door de Georgische autoriteiten werd onderdrukt.

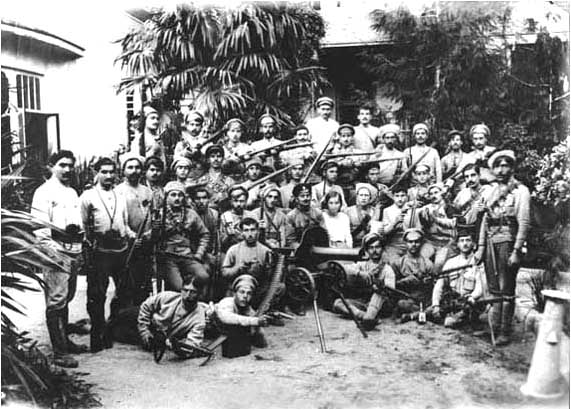
De mensjewistische Volkswacht voerde de onderdrukking van rebellie uit.

In maart 1918 vond de eerste van drie bolsjewistische Osseetse opstanden plaats, waarbij Tschinvali werd geplunderd en ook andere delen van Centraal-Georgië werden geraakt. Desondanks ontwikkelden de relaties tussen de Osseten en de Georgiërs zich binnen de nieuwe Georgische staat in eerste instantie constructief. Beide partijen bespraken in 1918-1919 welk soort zelfbestuur of autonomie kon worden verleend. De roep om politieke autonomie werd in 1919 luider vanuit de Osseetse Nationale Raad, iets dat voor de Georgiërs een brug te ver was. Zij vonden dat ze met de onafhankelijkheidsverklaring van 1918 en de grondwet die in ontwikkeling was, dermate vrije sociaaleconomische en culturele ontwikkelingen boden, met gelijke politieke en burgerrechten voor alle burgers van het land ongeacht religie of etniciteit, dat een autonomie voor de Osseten niet nodig zou zijn. De Osseten waren net als andere minderheden vertegenwoordigd in de Nationale Raad van Georgië en de daarna verkozen grondwetgevende vergadering.
De Osseetse Nationale Raad vroeg om de oprichting van het 'Zuid-Ossetische district' met Tschinvali als centrum, maar de Georgiërs boden het noordelijker gelegen district Dzjava aan. Ze stelden dat Tschinvali niet redelijkerwijs een Osseets bestuurlijk centrum kon worden omdat het in ruime meerderheid door Georgiërs bewoond werd. De Osseten gingen niet akkoord met het Georgische aanbod. In mei 1919 werd de bolsjewistisch gecontroleerde Osseetse Nationale Raad ontbonden door de Georgische autoriteiten nadat het orgaan zich had onttrokken aan zijn ondergeschikte rol en het centrale gezag niet erkende. In het najaar van 1919 brak een tweede opstand uit die snel werd onderdrukt. Deze opstand werd niet algemeen gesteund door de Osseten in Tbilisi en andere delen van Georgië, maar was een bolsjewistische operatie.

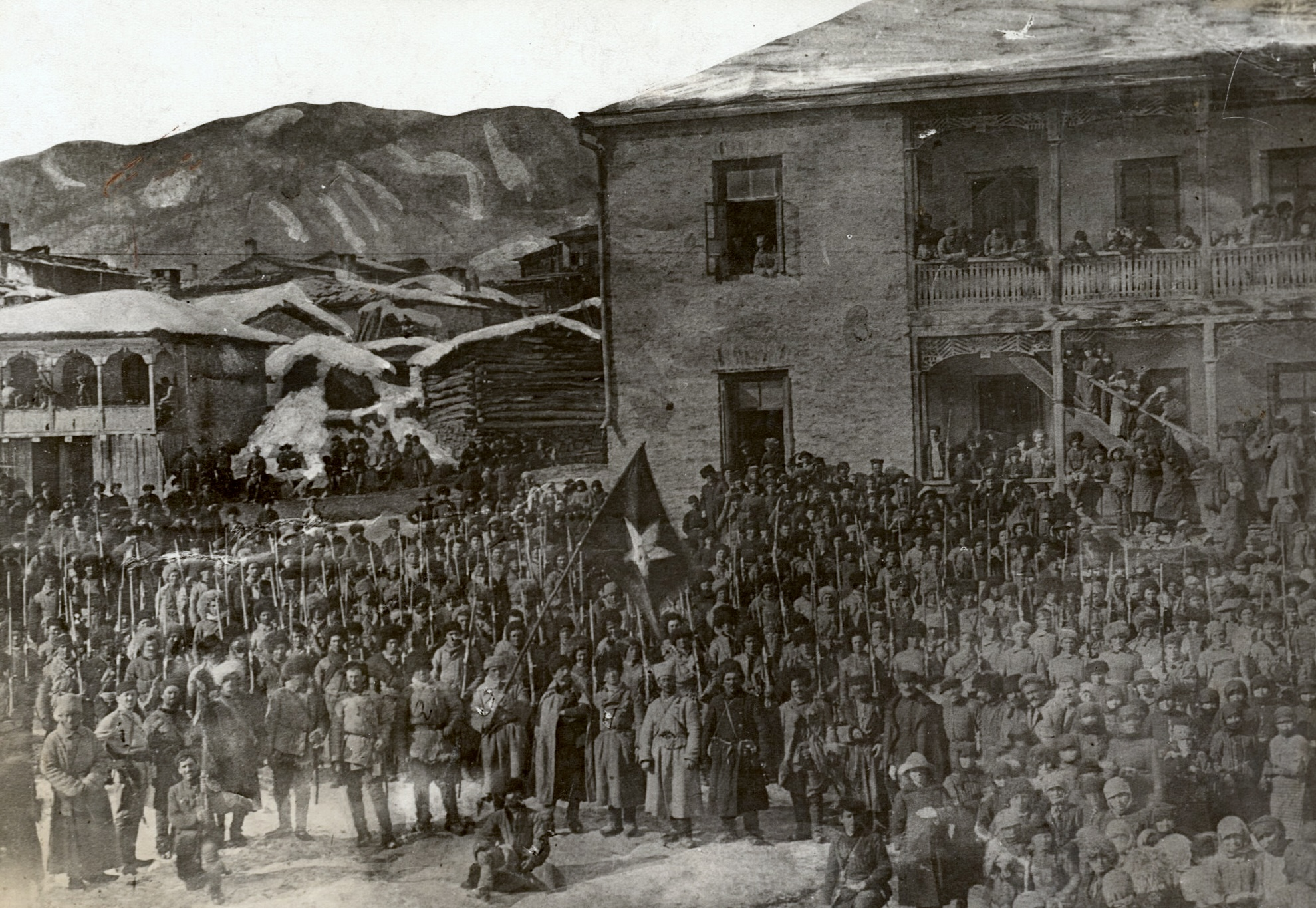
Osseetse partisanen in Ghebi, Ratsja (1921).

In juni 1920 werd door het Kaukasisch Commissariaat (Kavkom) in Vladikavkaz het Zuid-Osseetse Revolutionair Comité (Revkom) opgericht, dat in het Noord-Georgische Roki een Osseetse opstand organiseerde en opriep tot opname in Sovjet-Rusland. Met Russische steun stuurde het Revkom Noord-Osseetse strijdkrachten via de Darjalkloof naar Georgië om de Osseten in Roki te hulp te schieten. De opstand en invasie werden weliswaar door het Georgische leger afgeslagen, maar leidden tot de dood van circa 5.000 Osseetse soldaten, lokale sympathisanten en vluchtelingen. Ongeveer 20.000 Osseten sloegen op de vlucht naar het noorden.
Het bleek een Georgische pyrrusoverwinning, want de gebeurtenis staat in het moderne Zuid-Ossetië bekend als de 'Osseetse genocide' en is een belangrijke factor in de nationaal-historische identiteit van de Osseten en hun afkeer van Georgië.

### Brits mandaat

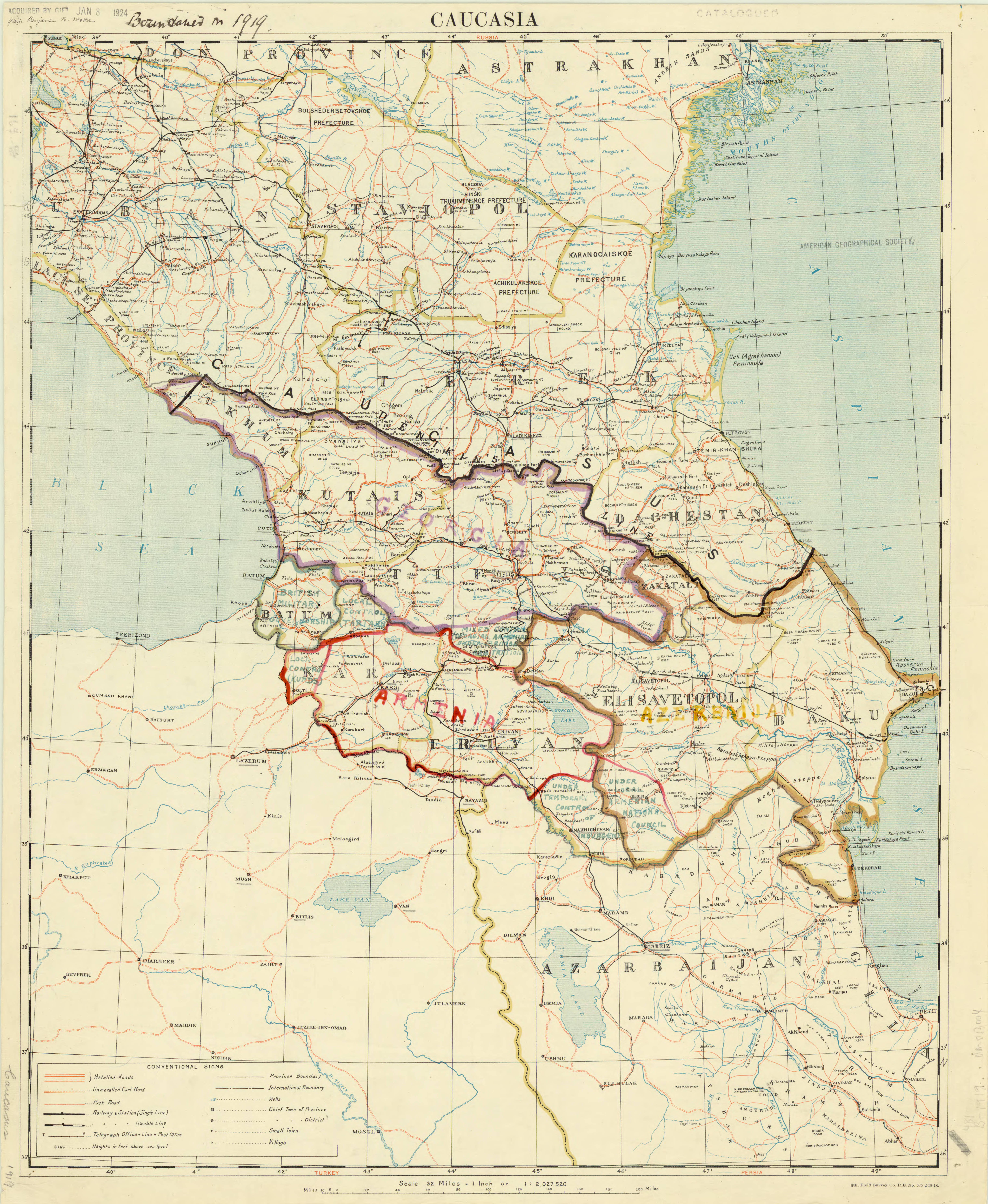
Britse kaart van de Zuidelijke Kaukasus met ingetekend de grenzen van 1919, de mandaten en de conflictarbitrage.

De Britten hadden door de wapenstilstand van Mudros met de Ottomanen namens de geallieerden het mandaat over belangrijke posities in Transkaukasië bedongen, namelijk Bakoe, de Georgische provincie Batoemi en de tussenliggende spoorverbinding. Dit stond voornamelijk in dienst van het olietransport van de olievelden van Bakoe, maar ook Britse geostrategische belangen in het Midden-Oosten en India speelden een rol hierin. In december 1918 arriveerden de eerste Britse troepen in havenstad Batoemi.
De eerste ontmoeting tussen de Britse militaire staf en de Georgische premier Zjordania zette de toon voor de moeizame verhoudingen in de daaropvolgende anderhalf jaar. De Britse kolonel waarschuwde Zjordania dat hij de opdracht had erop toe te zien dat de spoorwegen bleven werken en dat de Turkse en Duitse troepen het gebied zouden verlaten. Hij zei daarbij geen Georgische tegenwerking te dulden. Zjordania reageerde daarop koeltjes:

Kolonel, ik moet u inlichten over ons land. Dit is een onafhankelijk land. Wij zijn niet in oorlog met uw land en u bent hier niet als veroveraar, maar als gast. Ik had verwacht dat u enige blijk van waardering zou tonen voor de eer om door het staatshoofd te worden ontvangen.

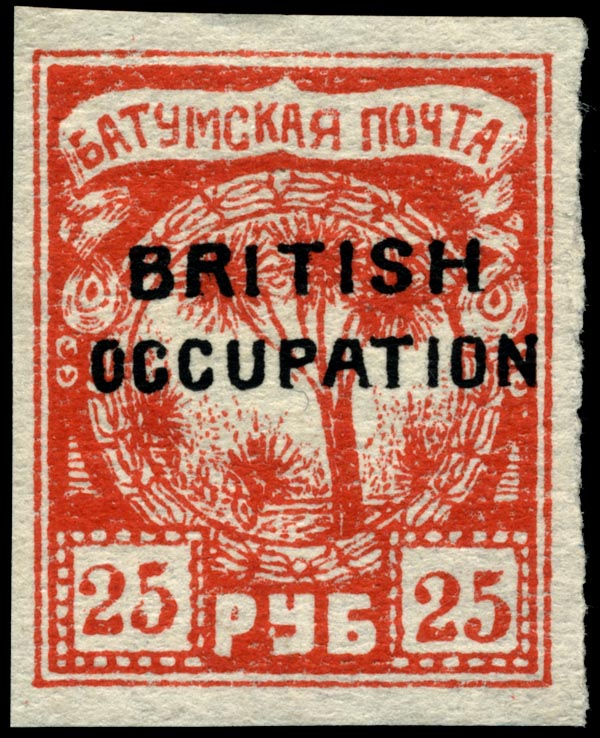
Postzegel uit de periode van de Britse bezetting van Batoemi.

De komst van de Britten werd door Georgische media en verschillende politici negatief belicht. De Georgiërs loofden de Duitse inzet en zagen in de Britten een ongevraagde en opgelegde partij waar ze geen vertrouwen in hadden. De neerbuigende opvattingen van de Britse regering en hun vertegenwoordigers over de Kaukasus en diens leiders bevestigden het Georgische beeld. De Britten op hun beurt beklaagden zich over de anti-Britse propaganda en tegenwerking in Georgië. Hun doel was de Kaukasus vrij te maken van Duitsers en Russische bolsjewieken en het Kaukasische onderkoningschap onder Russisch gezag te herstellen, wat onacceptabel was voor de Georgiërs.
Het Georgische wantrouwen in de Britten werd gevoed doordat de geallieerden generaal Denikin en zijn Witte Leger openlijk steunden. Denikin lanceerde in januari 1919 een offensief tegen de districten Sotsji en Gagra in het noordwesten van Abchazië, waarbij de Georgiërs zich niet gesteund voelden door de Britten. De Georgiërs vonden dat de Britten niet bereid waren de afgesproken status quo te handhaven.
In mei 1919 schreef de Britse commandant George Milne dat de Georgische onafhankelijkheid geen Brits leven waard was en pleitte hij voor Britse terugtrekking uit de Kaukasus. Hij vergeleek de democratisch gekozen Georgische regering met de slechtste elementen van het bolsjewisme, die op geen enkele wijze het Georgische volk representeerde. Hij beklaagde zich erover dat de Georgiërs Britse instructies negeerden ten aanzien van Denikin. Milne vroeg ook aan Londen toestemming om op Georgische troepen te mogen schieten als zij na het vastleggen van de noordwestelijke grens deze alsnog zouden overschrijden. De Britten probeerden in het voorjaar van 1919 vergeefs hun mandaat aan Italië door te geven.
In de zomer van 1919 kwam er verbetering in de relatie met de komst van Oliver Wardrop als nieuwe Britse vertegenwoordiger in Transkaukasië. Wardrop was een geliefd man in het land en had zich de taal eigen gemaakt. Hij was in de voorgaande decennia bekend geworden in Georgië om zijn inspanningen de Georgische natie en cultuur in het Verenigd Koninkrijk te populariseren. Hij en zijn zus Marjory Wardrop vertaalden verschillende bekende Georgische werken in het Engels, waaronder het nationale Georgische epos De ridder in het pantervel.

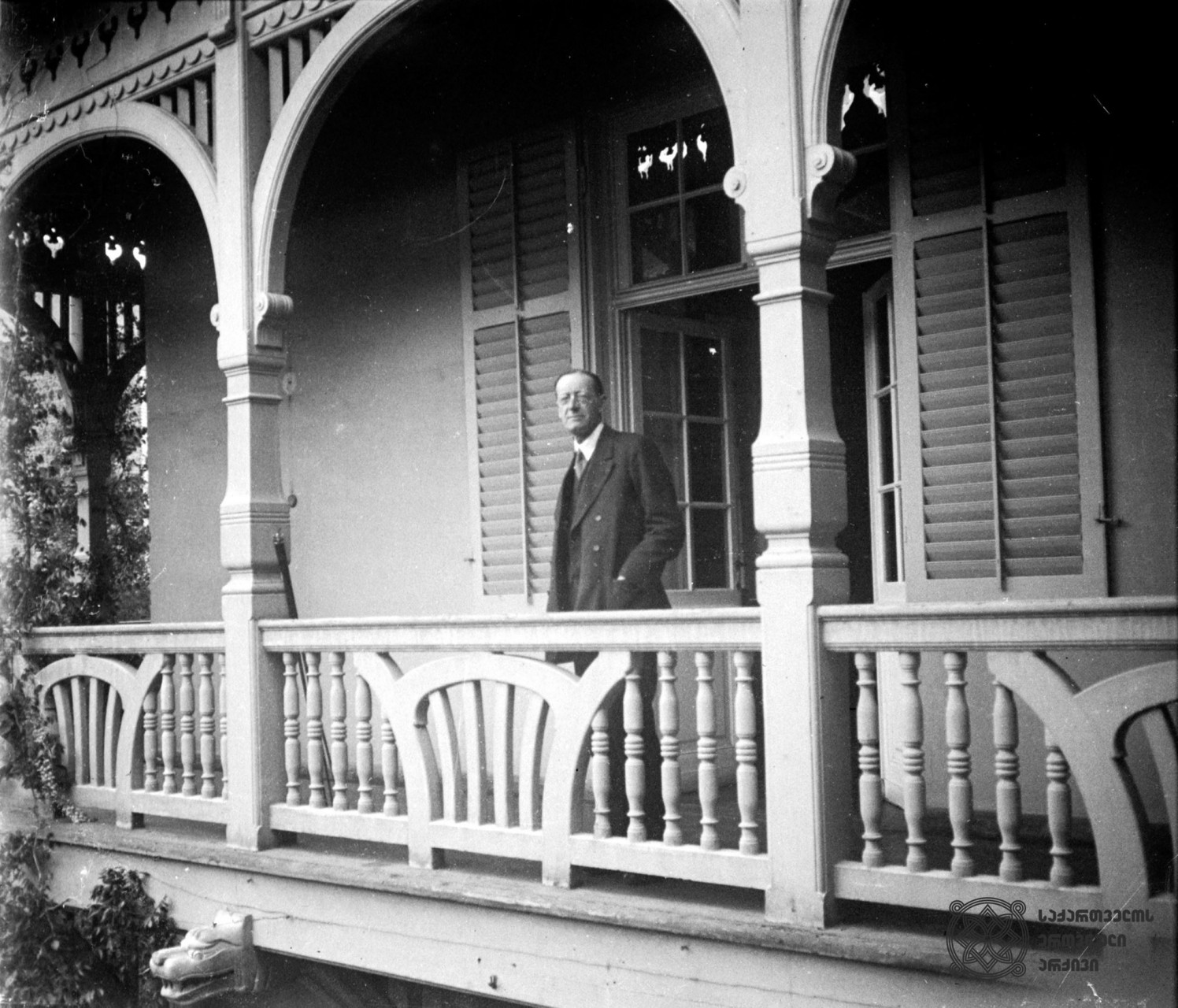
De Britse vertegenwoordiger Oliver Wardrop bij zijn residentie in Tbilisi.

Wardrop ontmoedigde de Britse regering zich terug te trekken uit Transkaukasië, vanwege het gevaar voor Georgië vanuit zowel Rusland als Turkije. Hij riep tevens op de drie Transkaukasische republieken te erkennen en ze tot de Volkenbond toe te laten. Tegen het eind van 1919 realiseerden de geallieerden zich dat de Witten van Denikin niet opgewassen waren tegen het Rode Leger, en zagen ze in dat de Kaukasische republieken de buffer moesten gaan vormen tegen een uitdijend Sovjet Rusland.
De relatie met de Georgiërs bleef echter stroef door de in Britse ogen hardnekkigheid van de Georgiërs om niet met Denikin tot een overeenkomst te komen. Toch konden de Georgiërs nog op Britse steun rekenen, maar de onverwacht snelle val van Azerbeidzjan in 1920 bracht hierin verandering. De Britten bedachten dat een bolsjewistische overname van de Kaukasus niet per se slecht zou zijn voor hun nationale belangen. Ook het gebrek aan overeenstemming tussen Armenië en Georgië over de betwiste gebieden tijdens de Conferentie van San Remo ontmoedigde de geallieerden zich nog hard te maken voor de landen tegen de agressie van de Sovjets en Turkije. In juli 1920 kwam door het Verdrag van Moskou een einde aan de Britse militaire aanwezigheid in Georgië.

### Invasie Witte Leger
Door de Armeense invasie in het najaar van 1918 moesten de Georgische strijdkrachten troepen verplaatsen die gelegerd waren in het noordwestelijke district Sotsji. Het Witte Leger van generaal Anton Denikin maakte hier gebruik van en trok in december 1918 van Toeapse langs de Zwarte Zeekust naar de stad Sotsji. Verschillende politieke partijen in Sotsji, die de pro-Georgische en anti-bolsjewistische bevolking vertegenwoordigden, vroegen de geallieerden om de opmars van Denikin te stoppen. De Britten steunden Denikin in de strijd tegen Sovjet-Rusland, maar steunden ook andere anti-bolsjewistische krachten, waaronder die in Georgië. Om te voorkomen dat anti-Sovjet krachten in de Kaukasus door dergelijke ontwikkelingen tegen elkaar opgezet zouden worden, zetten ze Denikin onder druk om af te zien van verdere initiatieven richting Sotsji. Daarnaast moest het district gedemilitariseerd worden en zou het onder Georgisch civiel gezag blijven staan tot de definitieve status bij de Vredesconferentie van Parijs zou worden bepaald.

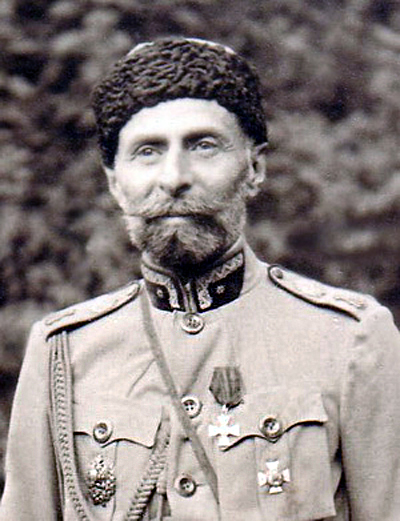
Giorgi Kvinitadze, opperbevelhebber van de Georgische strijdkrachten.

Denikin begon desondanks op 24 januari 1919 een nieuw offensief tegen Georgisch gecontroleerde gebieden, nadat gewapende opstanden waren uitgebroken in enkele etnisch-Armeense dorpen bij de steden Sotsji en Gagra. De Georgiërs hadden door de instabiele situatie langs de zuidgrens bij Armenië en de republiek Zuidwestelijke Kaukausus niet de capaciteit beschikbaar om de Witten tegen te houden. Denikins troepen trokken voorbij Gagra en bereikten op 10 februari de rivier Bzipi bij het gelijknamige dorp. De Britse militaire autoriteiten waren ontstemd over dit initiatief, omdat ze een dag voor het offensief begon nog steun uitgesproken hadden voor de Georgische territoriale integriteit. Ze droegen Denikin op zich terug te trekken uit noordwest-Abchazië en waarschuwden de Georgiërs geen tegenoffensief te beginnen, wat het Georgische vertrouwen in de Britse steun geen goed deed. Premier Zjordania beklaagde zich erover tegen de Britse legerstaf dat Georgië sinds de geallieerde komst geen vrede had gekend.
De Georgische strijdkrachten konden door het opheffen van de republiek Zuidwestelijke Kaukasus in april 1919 hun troepen weer naar het noorden verplaatsen en heroverden tegen de Britse verzoeken in het district Gagra. De Georgiërs introduceerden een bufferzone in het gebied tussen de rivieren Mechadiri (bij Gantiadi en Mechadiri) en Pso-oe (bij Salme en Leselidze). De Pso-oe werd later de Georgische buitengrens. Door deze bufferzone keerde de rust terug in het noordwesten. De Georgiërs weigerden een Brits ultimatum op te volgen om zich terug te trekken naar het zuiden tot de rivier Bzipi.
In de zomer van 1919 ondernam Denikin pogingen om de relaties met de Georgiërs te normaliseren. Hij stuurde hiervoor in augustus 1919 zijn generaal Nikolai Baratov naar Tbilisi. Baratov, van Georgische afkomst, werd in het centrum van Tbilisi doelwit van een bolsjewistische terreuraanslag. Een vervangende onderhandelaar die tegen de Georgiërs een verkeerde toon aansloeg en de Georgische onverzettelijkheid droegen bij tot het mislukken van de missie. Het berokkende beide partijen schade en Georgië verloor de sympathie van Londen. De Georgische retoriek, de activiteiten tegen Denikin en het dwarsbomen van zijn bevoorrading vielen bij de Britten in toenemende mate in slechte aarde.

### Vredesconferentie van Parijs

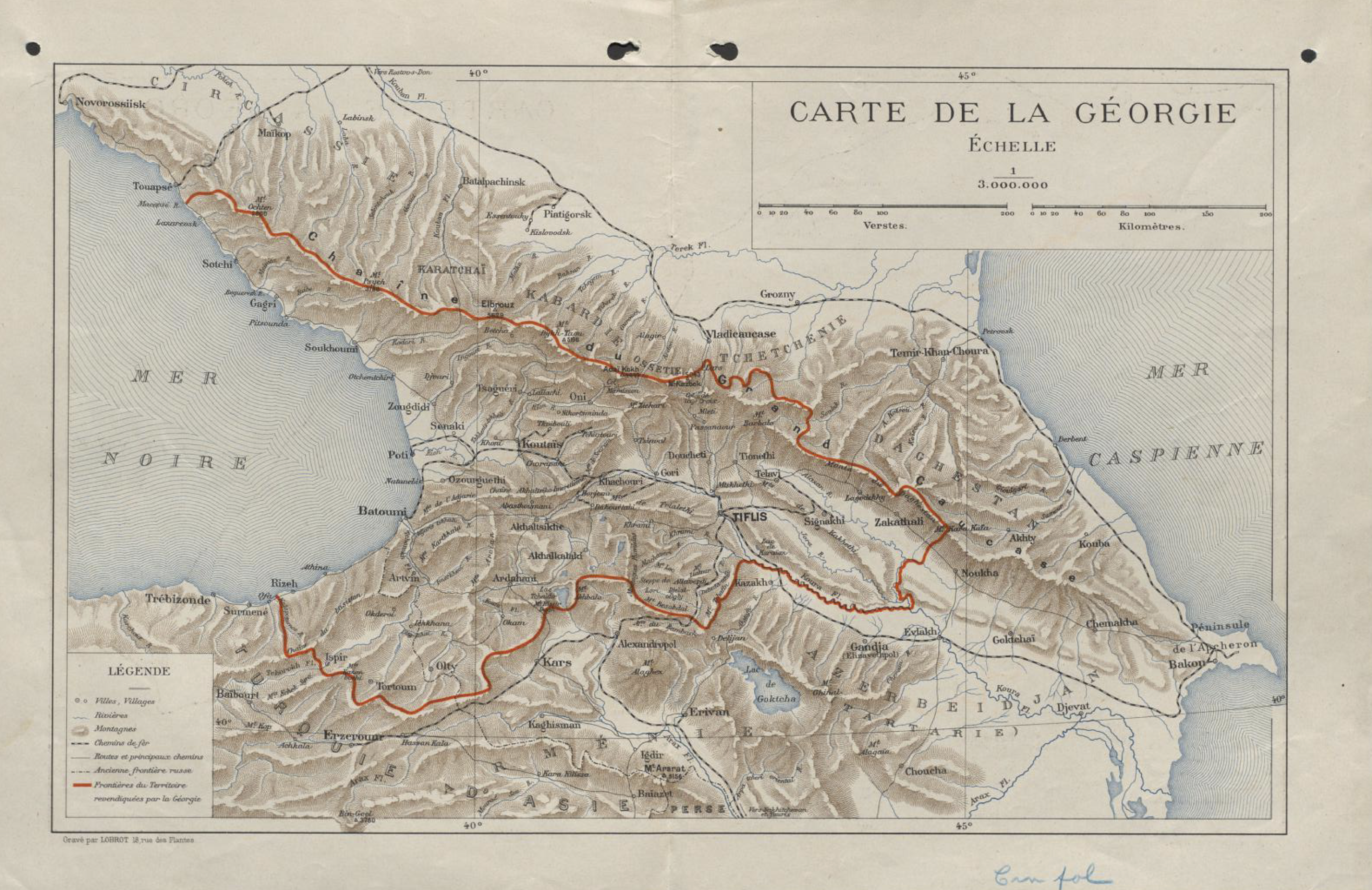
De Georgische territoriale claim bij de Vredesconferentie van Parijs.

De Vredesconferentie van Parijs van 1919 was voor de Georgische regering het belangrijkste podium om internationale erkenning van de onafhankelijkheid en de territoriale aanspraken te verwerven. De regering schakelde een aantal experts in, "de beraadslagers" genoemd, onder wie historicus Ivane Dzjavachisjvili. Hij kreeg de opdracht het geografische grondgebied en het etnografische leven van Georgië te beschrijven en moest onderbouwen dat territoriale aanspraken van Armenië en Azerbeidzjan op gebieden die Georgië zelf claimde onterecht waren. Dzjavachisjvili kwam eind 1918 met een rapport waarin hij de grenzen van Georgië beschreef, aan de hand waarvan een kaart werd getekend.

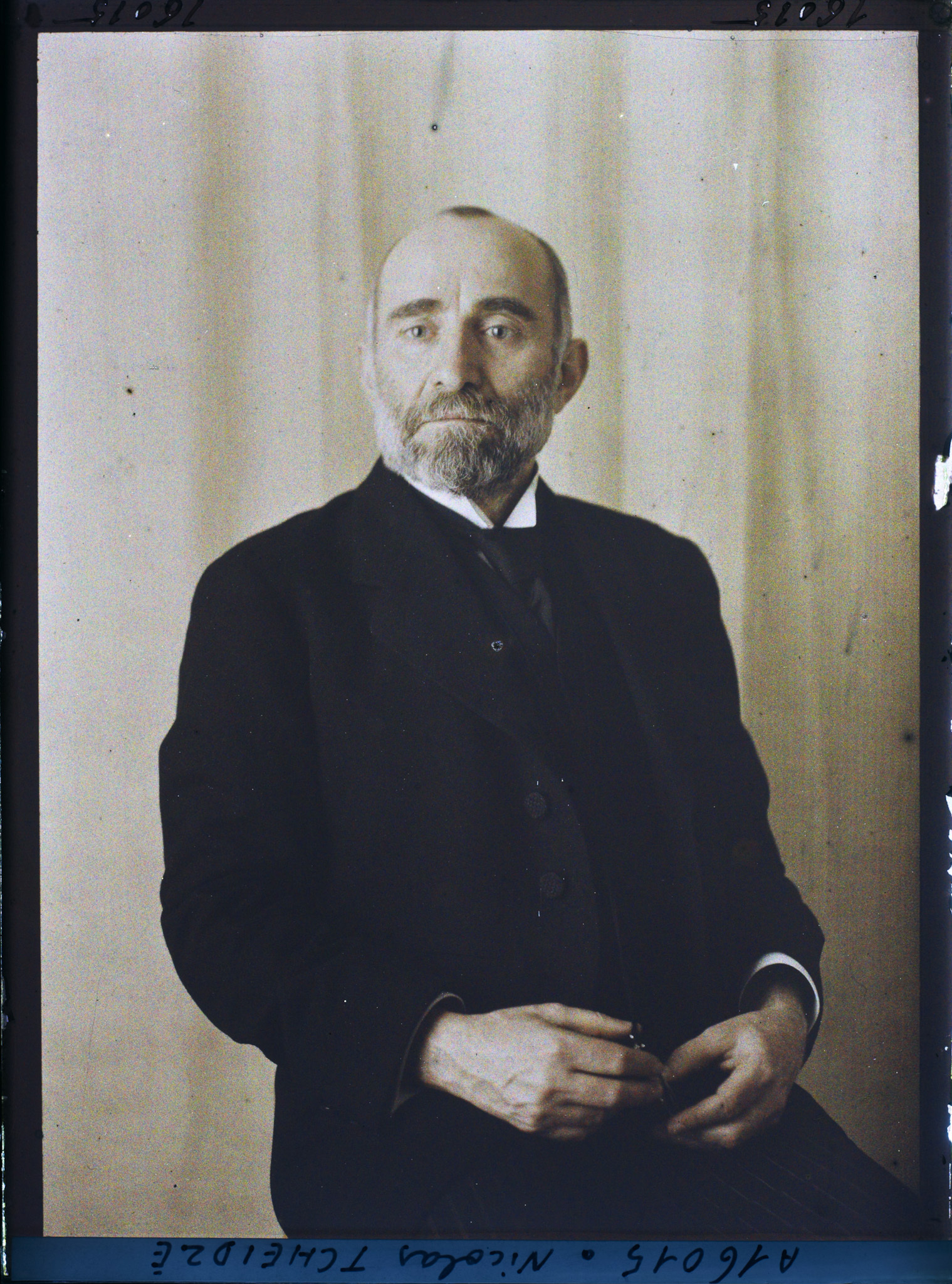
Parlementsvoorzitter Nikoloz "Karlo" Tsjcheidze leidde de delegatie naar de vredesconferentie in Parijs.

Op 14 maart 1919 presenteerde de Georgische delegatie onder leiding van parlementsvoorzitter Nikoloz Tsjcheidze in Parijs een memorandum en de bijbehorende kaart met de contouren van de Georgische republiek. De oppervlakte van het geclaimde territorium was 111.700 km², ruim anderhalf keer zo groot als de Republiek Georgië die zich 1991 onafhankelijk verklaarde. De territoriale aanspraken betroffen alleen "die gebieden die altijd aan het Georgische volk hebben toebehoord en die voor het Georgische volk van vitaal belang zijn, maar tegelijkertijd de vitale belangen van andere volkeren niet aantasten". Georgië was bereid gebieden af te staan die het land toebehoorden op het moment van de Russische annexatie in 1801, maar die intussen onmisbaar waren geworden voor zijn buurlanden.
De delegatie was van mening dat het grondgebied in ieder geval moest bestaan uit de (voormalige) gouvernementen Tiflis en Koetaisi, de provincie Batoemi (Adzjarië), de districten Soechoemi (Abchazië), Sotsji, Zakatala, de districten Oltisi en Ardahan van de provincie Kars, alsmede Lazistan van het vilajet Trebizonde (Trabzon) langs de Zwarte Zee. De delegatie stelde dat dit gebied een homogene etnische, historische en economische eenheid vormde en voor 75 procent door Georgiërs werd bewoond. Hoewel delegatieleider Tsjcheidze positief gestemd was over het slagen van de missie in Parijs, bekeken de geallieerden de landen van de Zuidelijke Kaukasus door de lens van de Russische belangen en het machtsevenwicht in de regio.
De Britse Lord Curzon schreef in zijn aantekeningen dat "de kwestie van de erkenning van Georgië verband houdt met de kwestie van andere Transkaukasische republieken, terwijl laatstgenoemde op zijn beurt verband houdt met de oplossing van de Russische kwestie en het sluiten van een vredesverdrag met Turkije". De Verenigde Staten stonden bij monde van president Woodrow Wilson op het standpunt dat het "de wereld niet in kleine landen wil verdelen". Premier Zjordania instrueerde delegatieleider Tsjcheidze om een protectoraat van het Verenigd Koninkrijk of Frankrijk te accepteren bij het uitblijven van erkenning van Georgië. De Georgiërs bepleitten hun zaak ook buiten de conferentie met publicaties en informatiebulletins om tegenwicht te bieden tegen negatieve beeldvorming en rapportages aan het adres van Georgië door generaal Denikin, de Armeense pers en de Britse legerleiding in de Kaukasus.

### Transkaukasische samenwerking

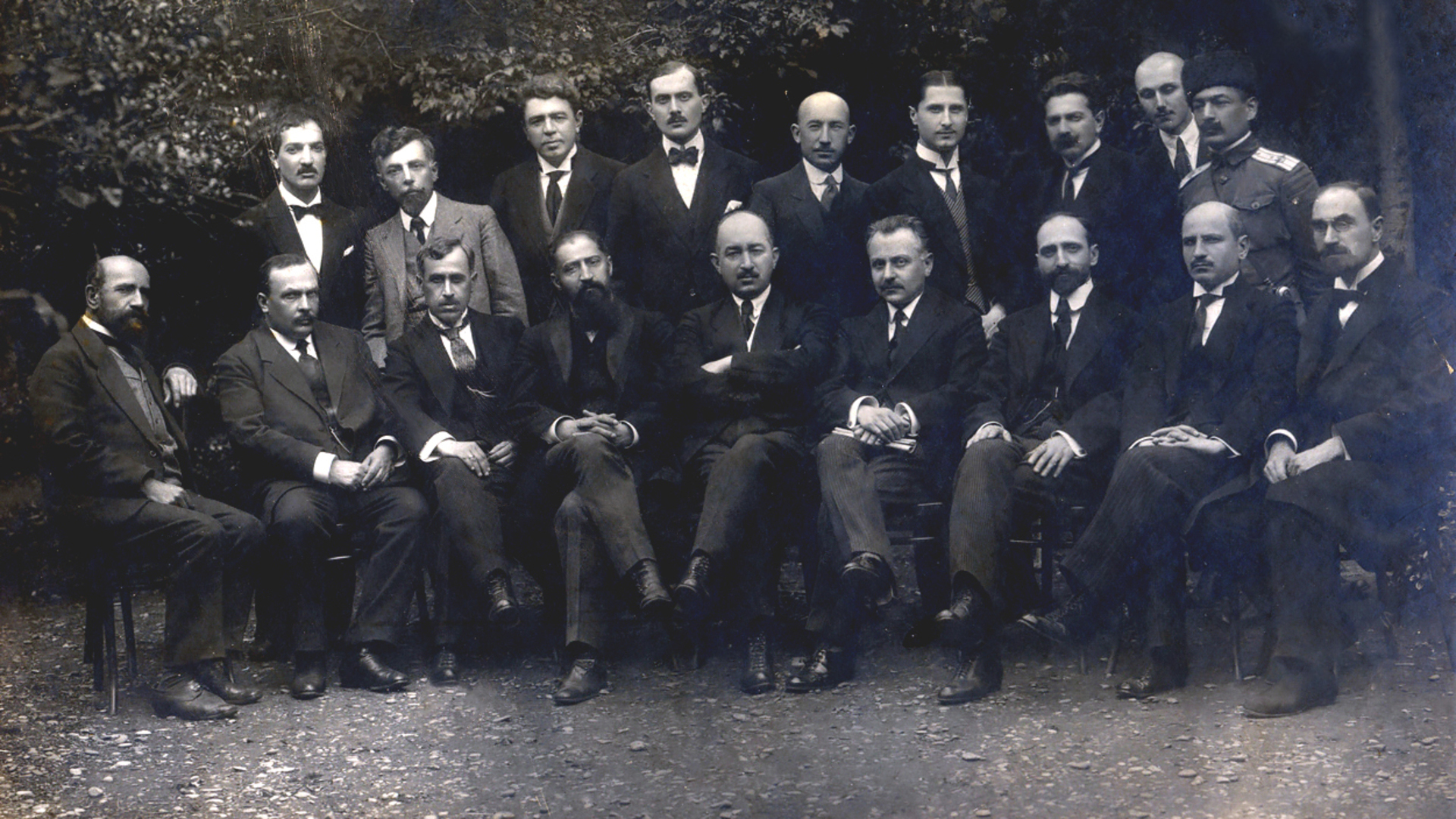
Georgië organiseerde een aantal conferenties met de Kaukasische republieken om hun conflicten te reguleren en gezamenlijk positie in te nemen op de Vredesconferentie van Parijs.

Georgië en Azerbeidzjan werkten in 1919 samen om stelling te nemen tegen de dreiging van zowel het Witte als het Rode Leger. Ze presenteerden in Parijs een verklaring waarin steun werd uitgesproken voor de strijd die de Bergrepubliek van de Noordelijke Kaukasus voerde tegen generaal Anton Denikin en tegen de bolsjewistische troepen. Op 16 juni 1919 ondertekenden Georgië en Azerbeidzjan een defensieovereenkomst tegen de gezamenlijke vijanden uit het noorden. Armenië wilde zich ondanks een uitnodiging hierbij niet aansluiten.
Georgië nam daarnaast het initiatief tot conferenties tussen de drie Transkaukasische republieken om hun posities af te stemmen en hun geschillen te kanaliseren. De delegaties van de drie landen naar de Vredesconferentie van Parijs werkten samen, publiceerden gezamenlijke verklaringen en lobbyden gezamenlijk voor hun zaak. Ondanks deze samenwerking konden de drie landen hun territoriale, militaire en economische conflicten niet oplossen, wat goede onderlinge relaties en een regionaal partnerschap in de weg stond. De verdeeldheid schaadde uiteindelijk de geostrategische belangen van de drie landen, die erkenning van hun onafhankelijkheid en bij de geallieerden steun zochten tegen Russische militaire agressie.

### Bolsjewistische couppogingen
De Georgische bolsjewieken organiseerden in het najaar van 1919 een staatsgreep. Vlak voor de geplande dag in november, symbolisch gekozen twee jaar na de bolsjewistische coup in Sint-Petersburg, werd het plot door een van de organiserende soldaten verraden aan de Georgische autoriteiten. De samenzweerders werden gearresteerd en de de communistische partij blies de staatsgreep af. Lokale groeperingen hadden de laatste instructies niet doorgekregen en begonnen alsnog hun acties. Deze werden snel onderdrukt door de volkswacht en het leger.
De bolsjewieken hadden weinig draagkracht onder de bevolking en waren door slechte organisatie en gebrekkige communicatie niet in staat de macht omver te werpen zonder hulp van buitenaf. Ook de couppoging van 2 mei 1920 liep uit op een mislukking, mede doordat een verwachte steunoperatie van het Rode Leger vanuit Azerbeidzjan uitbleef. Er waren op het platteland wel geconcentreerde plekken van bolsjewistische anti-statelijke activiteit die de aandacht opeisten van de Georgische ordetroepen, waaronder de Osseetse gemeenschap in Dzjava en in het district Doesjeti. Ook in het Abchazische district Goedaoeta resoneerde de bolsjewistische roep om radicale landhervormingen. Onder zowel de Osseten als Abchaziërs raakte de bolsjewistische koers vermengd met de roep om politieke autonomie of onafhankelijkheid. De Georgische autoriteiten waren bereid om de Abchaziërs politieke autonomie toe te zeggen en hielden zo het gebied binnen de republiek.
Dat de Georgische autoriteiten succesvol waren in het onderdrukken van de ondermijnende activiteiten van de bolsjewieken, blijkt  uit een rapport dat Filip Macharadze, voorzitter van het Georgisch Revolutionair Comité (Revkom), in 1921 uitbracht naar aanleiding van de verovering van Georgië door het Rode Leger. Tegen het einde van 1920 was er in Georgië geen bolsjewistische ondergrondse organisatie meer die enige schade kon aanrichten aan de republiek.

### Erkenning komt op gang

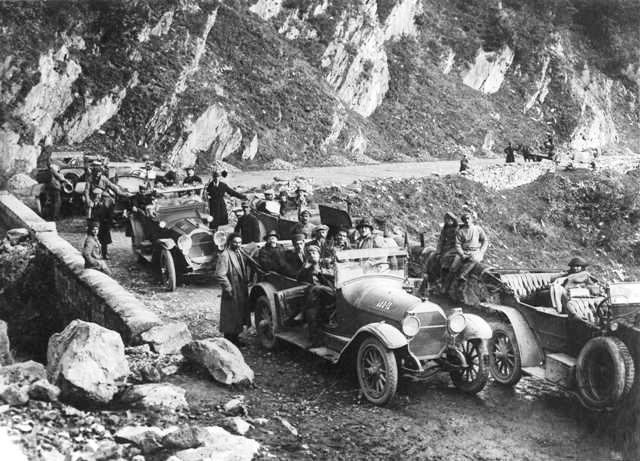
De Socialistische Arbeidsinternationale op bezoek in Georgië.

De Russische Burgeroorlog verliep in 1920 minder gunstig voor de Georgische republiek. Het leger van generaal Denikin raakte verzwakt door tegenslagen en legde het af tegen het Rode Leger. Hierdoor werd Sovjet-Rusland een bedreiging voor de onafhankelijkheid van Georgië en de andere twee Transkaukasische republieken. De geallieerden realiseerden zich dit ook.
Op aangeven van Lord Curzon erkenden de geallieerden in januari 1920 de facto de Georgische onafhankelijkheid, wat een impuls gaf aan de Georgische hoop op algemene erkenning. Japan (februari), Polen (maart) en België (augustus) volgden dit voorbeeld. In september volgde de de jure erkenning door de Duitse Weimarrepubliek. In 1918 en 1919 hadden Denemarken, Zweden, Zwitserland, Oekraïne en Argentinië de republiek al erkend. Ook de diplomatieke betrekkingen werden uitgebreid. Estland, Letland, Litouwen, Finland, Noorwegen, Nederland, Tsjecho-Slowakije, Spanje en Perzië openden in Georgië consulaten. In november 1920 ging het post-Ottomaanse Turkije onder leiding van Kemal Atatürk diplomatieke banden aan.
In september 1920 bracht een vijftienkoppige delegatie van vooraanstaande Europese socialisten namens de Internationale een bezoek aan Tbilisi, wat door de regering gezien werd als een erkenning van hun sociaaldemocratie. De delegatie deed indrukken op van de cultuur, de tradities, de politiek-maatschappelijke prestaties en de uitdagingen van de staat Georgië. Onder de delegatieleden waren onder andere Karl Kautsky, Emile Vandervelde, Camille Huysmans, Ramsay MacDonald en Pierre Renaudel.

### Sovjet-erkenning

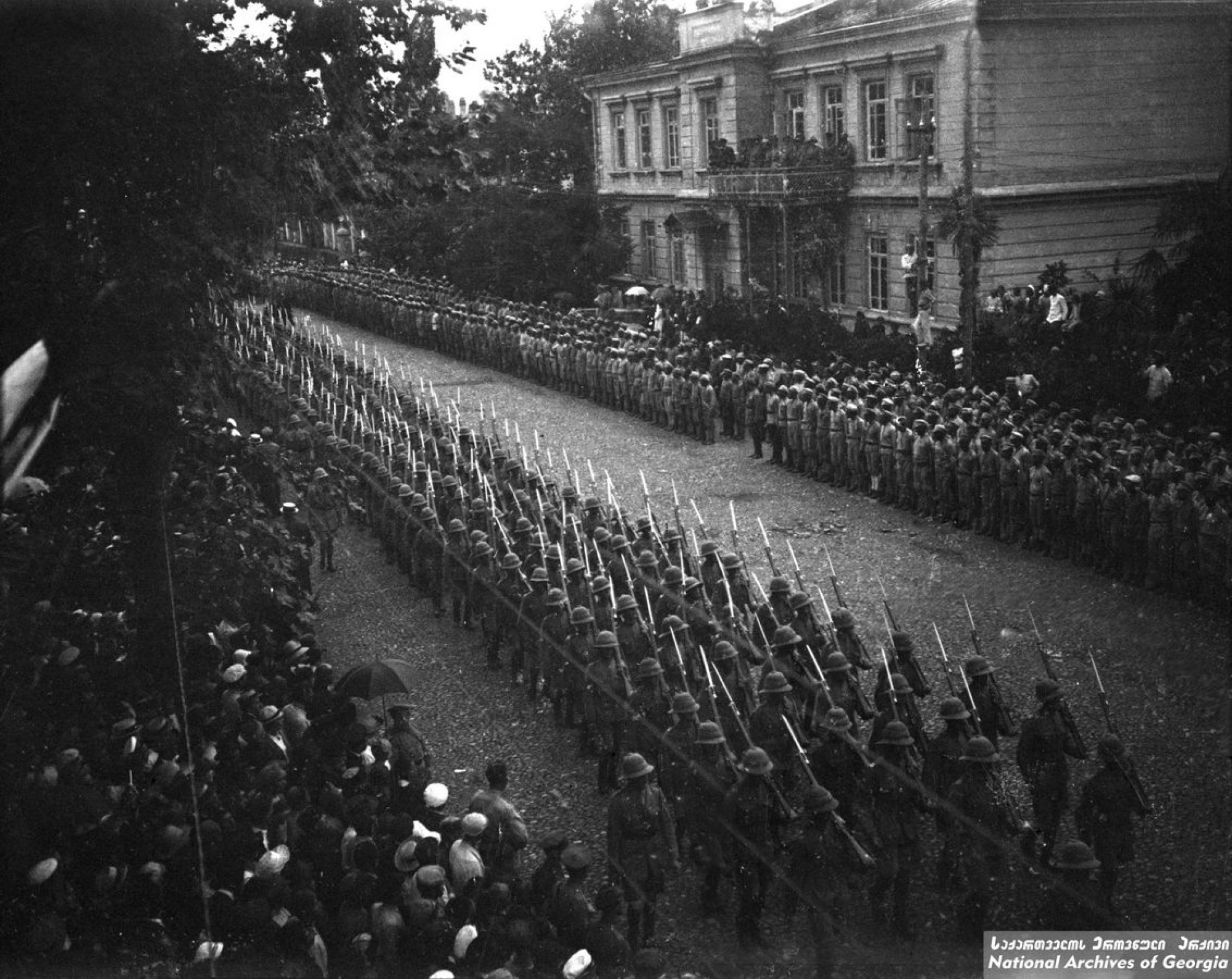
Britse troepen marcheren door Batoemi (1920). In juli 1920 vertrokken zij uit Georgië.

Het Rode Leger viel in de laatste dagen van april 1920 Azerbeidzjan binnen en onderwierp het land binnen enkele dagen, nadat bolsjewieken in Bakoe een coup hadden georganiseerd. De Azerbeidzjaanse Socialistische Sovjetrepubliek werd een dag na de coup opgericht. Enkele dagen later vond in de Georgische hoofdstad Tbilisi eveneens een bolsjewistische couppoging plaats. Een operatie van het Rode Leger vanuit Azerbeidzjan langs de Koera richting Tbilisi werd tegengehouden door het Georgische leger onder leiding van Giorgi Kvinitadze. De coup mislukte. De Russen hadden andere militaire prioriteiten in de regio en bedachten dat ze de Georgiërs voorlopig met een overeenkomst konden neutraliseren. Daarnaast hadden ze hun strijdkrachten nodig aan het Poolse front.
Op 7 mei 1920 tekenden de Sovjets en de Democratische Republiek Georgië het Verdrag van Moskou waarmee Rusland de onafhankelijke Georgische staat en de grens tussen beide erkende. De Sovjets erkenden onder meer de provincie Batoemi, inclusief Artvin, en de districten Zakatala en Lori als onderdeel van de republiek. Een Russische voorwaarde was wel dat de Georgische communistische partij volledig gelegaliseerd zou worden en dat alle communistische gevangenen vrijgelaten zouden worden. Volgens Trotski waren dit er 900.
In een geheime toevoeging aan het akkoord eisten de Russen het vertrek uit de provincie Batoemi van buitenlandse troepen die Rusland vijandig gezind waren. De Britten droegen Batoemi in juli 1920 over aan de Georgiërs en verlieten het land. De Russische autoriteiten vestigden meteen een diplomatieke missie in Tbilisi onder leiding van ambassadeur Sergej Kirov, die een hotspot werd van staatsondermijnende activiteit. De ambassade kreeg in korte tijd honderden werknemers, waar de Georgische autoriteiten door de diplomatieke onschendbaarheid machteloos tegen stonden. Niettemin waren de Georgische veiligheidsdiensten dermate succesvol in het verstoren van de staatsondermijning dat de Russen uiteindelijk in 1921 geen andere weg zagen dan een openlijke invasie om het land te onderwerpen.

### Verdeling van de Kaukasus
Het Verdrag van Sèvres tussen de Turken en geallieerden werd op 10 augustus 1920 ondertekend, waarmee de hoop op regionale stabiliteit gevestigd werd. Die hoop bleek ijdel. Het verdrag betekende voor Georgië, dat geen officiële deelnemer was aan de conferentie, concessies ten aanzien van zijn aanspraken in het zuidwesten. De Georgische delegatie moest moeite doen om de geallieerden te overtuigen van de claim op de provincie Batoemi inclusief Artvin, die het uiteindelijk toegekend kreeg. Andere gebieden waar het aanspraak op maakte werden aan Armenië toegewezen. De Turken wezen het verdrag af en eisten van de Armenen hetzelfde. Samen met de Sovjets probeerden de Turken de Zuidelijke Kaukasus te verdelen, waarbij Armenië het eerste doelwit was.
De geallieerden waren inmiddels weinig gemotiveerd om hun eerder verklaarde steun voor kleine onafhankelijke landen gestand te doen en in september 1920 werd Armenië door zowel de Sovjets als de Turken binnengevallen. Het Georgische leger trok daarna de neutrale zone van Lori in en nam het gezag hier over met toestemming van de Armenen. In december 1920 was de Armeense sovjetrepubliek een feit en werd Georgië omringd door de Sovjets en Turken, wat het nog kwetsbaarder maakte zonder buitenlandse steun. In diezelfde maand werd de aanvraag om lid te worden van de Volkenbond afgewezen toen slechts tien landen voor stemden. Veertien landen stemden tegen en achttien onthielden zich van stemming.

### Sovjet-invasie

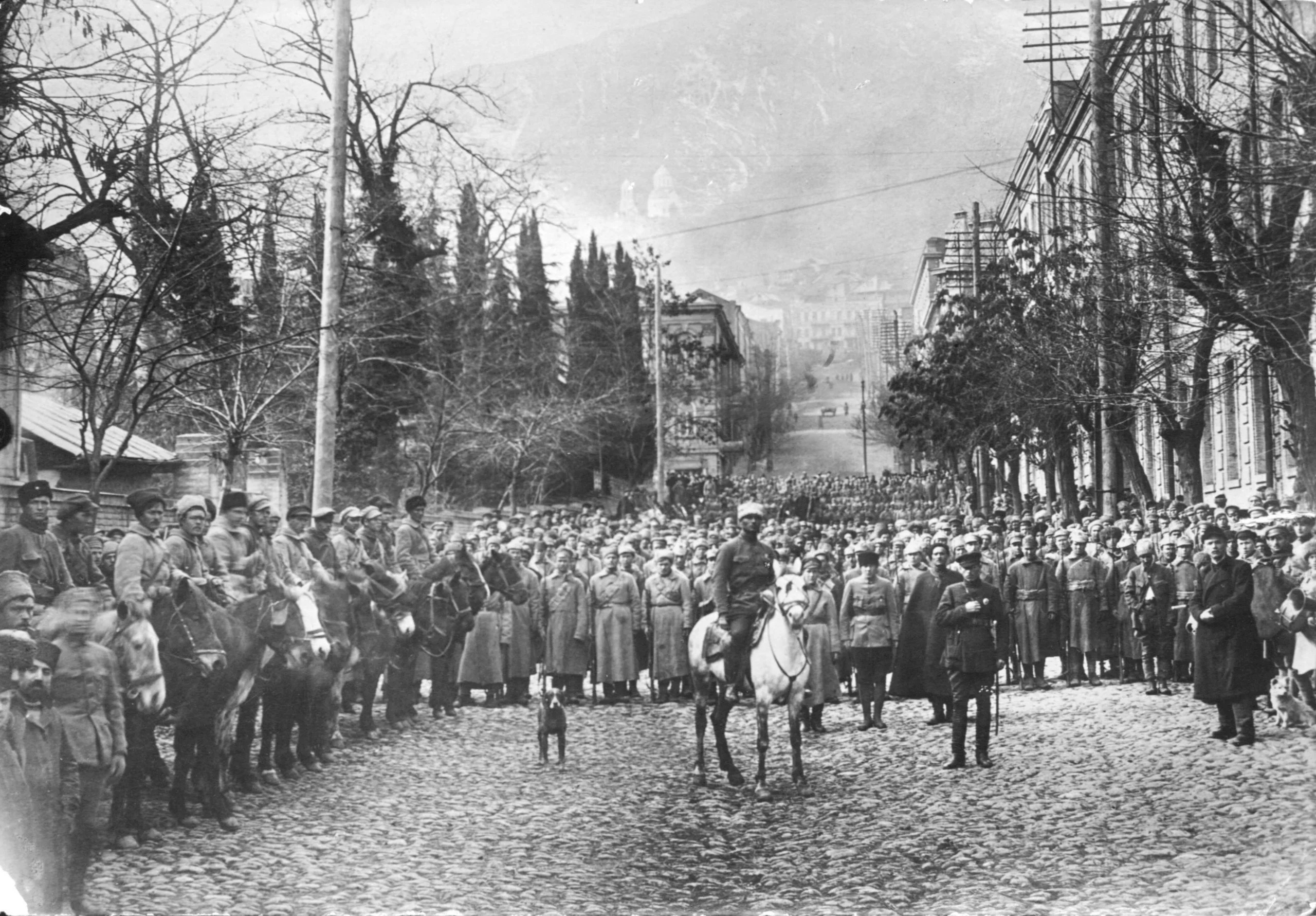
Het Rode Leger verovert Tbilisi (25 februari 1921).

Ondanks de negatieve geopolitieke ontwikkelingen in 1920 in de directe omgeving van de Georgische republiek begon 1921 goed voor de Georgiërs. De geallieerden besloten op 27 januari alsnog Georgië de jure te erkennen, toen het besef doordrong dat het land het volgende doelwit zou zijn van de Sovjets. Een tiental landen bevestigde deze erkenning. Het bleek te laat om het Rode Leger te weerhouden van een aanval op de laatste onafhankelijke Transkaukasische republiek. 
Op 11 februari 1921, de dag dat de Britten besloten de republiek de jure te erkennen, begon een bolsjewistische boerenopstand in Lori, het zuidelijke en betwiste deel van de provincie Bortsjalo. Vanuit Armenië volgde een inval door troepen van het Rode Leger. De architecten van de invasie waren Jozef Stalin en Grigori Ordzjonikidze, die beiden van Georgische afkomst waren. Stalin greep zijn kans toen Lenin ziek was en Lev Trotski op militaire inspectie was in de Oeral. Beide leiders waren tegen een dergelijke operatie en Lenin reageerde furieus toen hij hoorde van de invasie. Op 16 februari volgde een groter offensief op verschillende doelen dieper in Bortsjalo. Het bestuurlijk centrum van Bortsjalo Sjoelaveri en Bolnisi werden aangevallen, waarna de troepen doortrokken naar Asoereti. Tegelijkertijd werden twee fronten geopend vanuit de Azerbeidzjaanse sovjetrepubliek. Het eerste stroomopwaarts langs de Mtkvari naar Tbilisi en het tweede in het noordoosten vanuit Zakatala naar Lagodechi.
De Georgische strijdkrachten konden het offensief ten zuiden van Marneoeli een paar dagen tegenhouden. Het parlement nam in allerijl op 21 februari de grondwet aan die autonomie beloofde aan Abchazië, de moslims in Batoemi (Adzjarië) en Zakatala. De Osseten, die als steunpilaren van de bolsjewieken werden beschouwd, kregen geen autonomie. Vier dagen later viel hoofdstad Tbilisi na zware gevechten op de hoogtes ten zuiden van de stad bij Tabachmela en Kodzjori. Hier kwam Rode Kruis-verpleegster Maro Makasjvili om tijdens de eerste gevechten om Tbilisi. Ze werd een symbool voor de strijd tegen de Sovjets. Op 25 februari 1921 werd de Georgische Socialistische Sovjetrepubliek uitgeroepen.

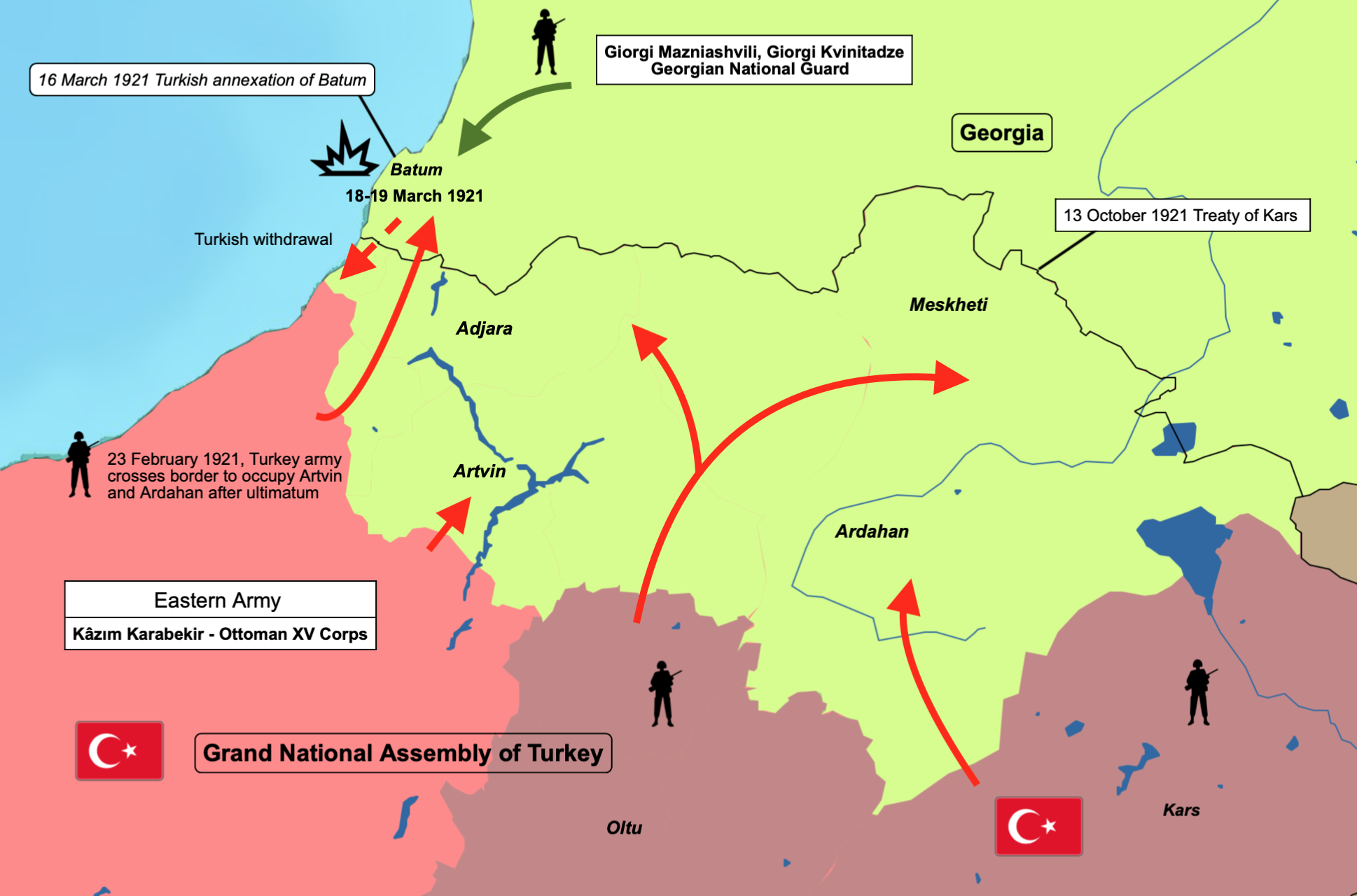
De Turkse invasie in Zuidwest-Georgië en de nieuwe grens volgens het Verdrag van Kars.

Na het begin van de Russische invasie trof Turkije voorbereidingen het zuidwesten van Georgië te heroveren en deelde inlichtingen met het Rode Leger. Zonder geallieerde steun zagen de Georgische leiders zich gedwongen Turkije tegemoet te komen met territoriale concessies om Turkse aanvallen af te houden. Artvin en delen van Ardahan werden door Georgische diplomaten toegezegd in ruil voor Turkse neutraliteit, wat geaccepteerd werd. Toen het Rode Leger op 25 februari 1921 Tbilisi veroverde rukten de Turkse troepen alsnog op naar de grenzen van 1828 en veroverden Achaltsiche en Achalkalaki.
De regering vertrok op 24 februari naar Koetaisi en reisde net als het parlement door naar Batoemi. Het Rode Leger bereikte in de eerste week van maart 1921 het zuidwesten van Georgië, waarna het tot botsingen kwam tussen de Turken en het Rode Leger. De Turken trokken zich snel terug tot de grens van Ardahan, terwijl het Rode Leger de instructie kreeg de Turken niet verder terug te dringen. De stad Batoemi werd op 14 maart door Turkse strijdkrachten ingenomen, het laatste bastion van de Georgiërs. De regering, het militaire leiderschap en de krijgsmacht kregen een paar dagen de tijd om te demobiliseren en te evacueren.
Het parlement droeg in zijn laatste sessie op 16 maart de regering op om zich in ballingschap voor de onafhankelijkheid in te zetten. Op 17 maart 1921 verlieten de regering en andere functionarissen het land op Franse en Italiaanse schepen en reisden via Istanbul naar Frankrijk. Ze vestigden zich in Leuville-sur-Orge in de buurt van Parijs. Op 24 maart werd het parlement ontbonden. Een groot deel van de achtergebleven politici en legerstaf werd in de loop van de daaropvolgende jaren door de Sovjetautoriteiten geëxecuteerd.

### Georgische opstand

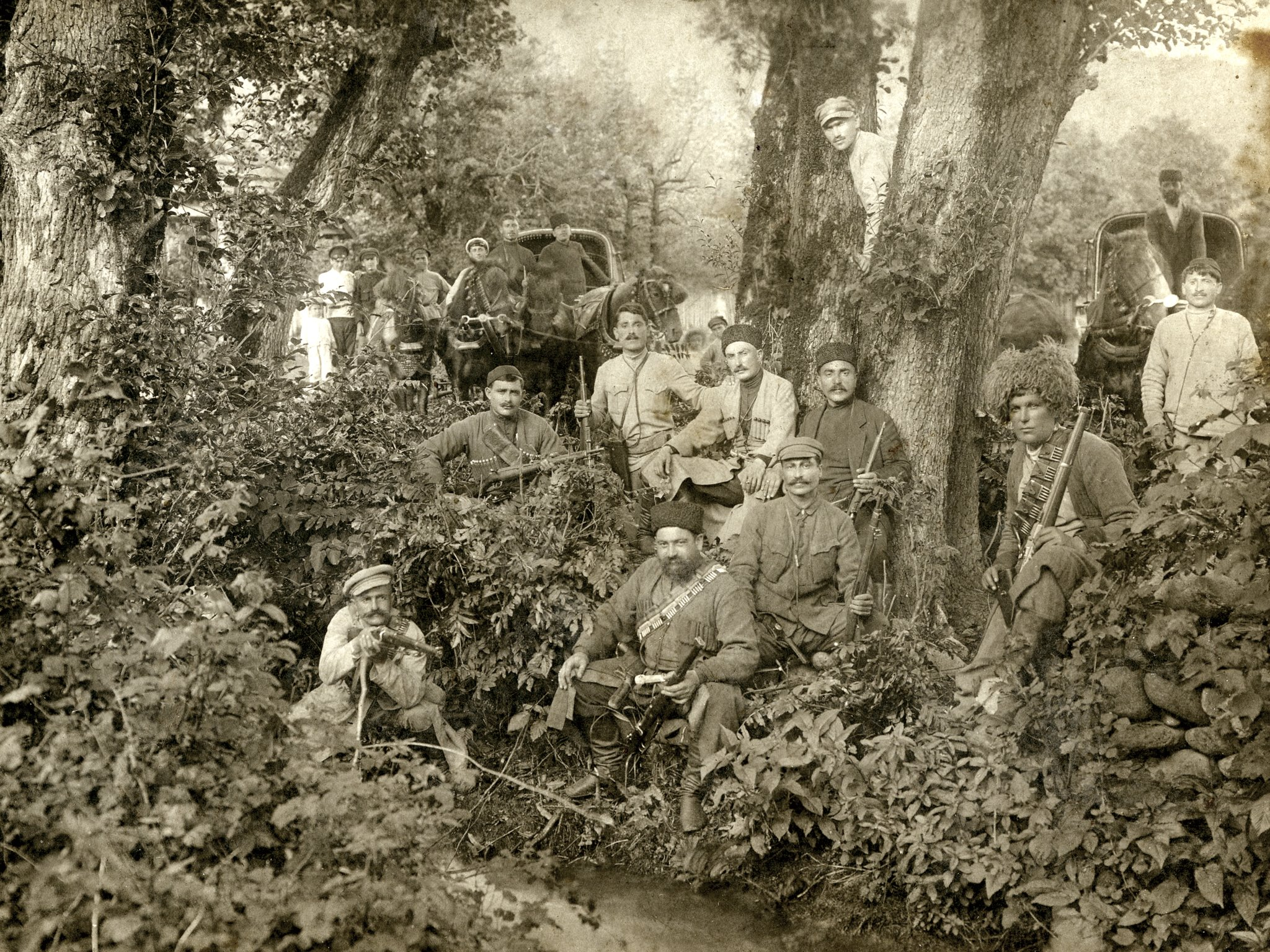
Georgische partizanen onder leiding van Kakoetsa Tsjolokasjvili.

De Georgiërs ondergingen de verovering door de Sovjets niet zonder verzet en dissidentie. Jozef Stalin kreeg dat zelf mee, toen hij in juli 1921 voor het eerst sinds vele jaren in zijn moederland was en een menigte van 5000 arbeiders toesprak. Hij feliciteerde hen met het omverwerpen van het "mensjewistische juk". De menigte joelde hem uit en scandeerde "Leugens! Er was geen mensjewistisch juk hier! Er was geen communistische revolutie in Georgië! Jouw troepen hebben onze vrijheid weggenomen!". Een woedende Stalin gaf daarna opdracht tot een intensivering van de Rode Terreur, waaronder het zonder berechting executeren van opposanten door de Tsjeka in het Vake-park in Tbilisi. De Georgische sociaaldemocraten en andere oppositiepartijen genoten in de eerste twee jaar nog een semi-legaal bestaan, maar werden in augustus 1923 gedwongen zich op te heffen en gingen ondergronds. Tussen 1921 en 1924 werden meer dan 30.000 Georgiërs, voornamelijk grootgrondbezitters, officieren van het ontbonden leger, monarchisten en mensen van adellijke afkomst, geëxecuteerd of verbannen naar strafkampen. 
Ondertussen bezon de Georgische regering in ballingschap en met name premier Zjordania zich op het organiseren van een opstand. Ook probeerden ze de Kaukasische naties te verenigen tot verzet tegen de bezetting door de Russen. De Georgische leiders waren zich er ook van bewust dat het geen gemakkelijke opgave was om de internationale gemeenschap ervan te overtuigen dat er sprake was van een Russische bezettingsmacht en dat de bevrijding van de Kaukasus ook in Europees belang zou zijn.
In het najaar van 1921 brak een opstand uit in de noordwestelijke bergregio Svanetië en een half jaar jaar later begon voormalig legercommandant Kakoetsa Tsjolokasjvili een partizanenstrijd vanuit het oostelijke Kacheti. Later verplaatste hij zijn uitvalsbasis naar het noordelijker en in de bergen gelegen Chevsoeretië en Tsjetsjenië. Op 28 augustus 1924 brak een grote anti-Sovjet opstand uit in geheel Georgië, de Augustusopstand. Deze liep uit op een mislukking door een miscommunicatie waardoor de opstand een dag te vroeg begon in Tsjiatoera en neergeslagen werd door de Sovjet-autoriteiten. De leiders werden geëxecuteerd en burgers die tijdens de gevechten gevangen waren genomen werden verbannen naar Siberië. Er vielen vierduizend doden. Deze nederlaag betekende het einde van de Georgische verzetsstrijd tegen het Sovjetregime.

### Territoriale verdeling

Verschillende gebieden onder controle van en/of geclaimd door Georgië werden door het Sovjetleiderschap aan buurlanden toegekend.

Het territorium van de Democratische Republiek Georgië werd als gevolg van haar val opgesplitst. Betwiste grensgebieden zoals Zakatala en Lori werden definitief aan respectievelijk Azerbeidzjan en Armenië toegekend. Kort na de val van Tbilisi begonnen Russisch-Turkse gesprekken over territoriale afspraken en de grensbepaling tussen Turkije en de Transkaukasische sovjetrepublieken.
De verdragen van Moskou en Kars van 1921 met Turkije beslechtten de langlopende territoriale conflicten in Zuidwest-Georgië en Oost-Anatolië. Ardahan en Artvin, die tot de Russische invasie nog door Georgië gecontroleerd werden en door Rusland eerder nog als onderdeel van Georgië werden erkend, werden aan Turkije overgedragen. Alleen het noordelijke deel van Batoemi bleef Georgisch en kreeg autonomie als de Adzjarische Autonome Socialistische Sovjetrepubliek (Adzjarië).
Abchazië werd op 31 maart 1921 feitelijk afgesplitst van Georgië als de Abchazische Socialistische Sovjetrepubliek en was daarmee titulair een volwaardige sovjetrepubliek. In datzelfde jaar nog werd Abchazië door een unieverdrag ondergeschikt gemaakt aan Georgië en werd het juridisch gelijkgesteld aan een autonome socialistische sovjetrepubliek (ASSR), zoals Adzjarië. Pas in 1931 werd dat in de naam geformaliseerd als Abchazische Autonome Socialistische Sovjetrepubliek. In 1922 werd de Zuid-Ossetische Autonome Oblast opgericht, iets dat de Georgiërs tevergeefs probeerden te voorkomen. In datzelfde jaar ging de Georgische sovjetrepubliek op in de Trans-Kaukasische Federatie die in 1936 weer opgeheven werd waardoor Georgië een unie-republiek in de Sovjet-Unie werd.

## Internationale verdragen en de republiek
In de periode 1918 tot 1921 zijn verschillende internationale verdragen gesloten die betrekking hadden op of gevolgen hadden voor Georgië en zijn territorium. Sommige verdragen waren bilaterale overeenkomsten tussen Georgië en een andere partij, andere hadden betrekking op het beëindigen van de grote internationale conflicten in de regio waarbij territorium werd herverdeeld.

### Vrede van Brest-Litovsk
De Vrede van Brest-Litovsk van 3 maart 1918 had tot gevolg dat de provincies Batoemi, Ardahan en Kars door bolsjewistisch Rusland aan de Ottomanen werden afgestaan. Deze gebieden waren in 1878 met de Vrede van San Stefano nog onder Russisch gezag gekomen. Een Transkaukasische delegatie onder leiding van de voorzitter van de Sejm Akaki Tsjchenkeli probeerde tevergeefs de Russisch-Turkse grens van 1914 te herstellen en daarmee de gebieden te behouden. De voorzitter van de Voorlopige Transkaukasische Regering Evgeni Gegetsjkori nam het initiatief tot een apart verdrag met het Ottomaanse Rijk.

### Verdrag van Poti

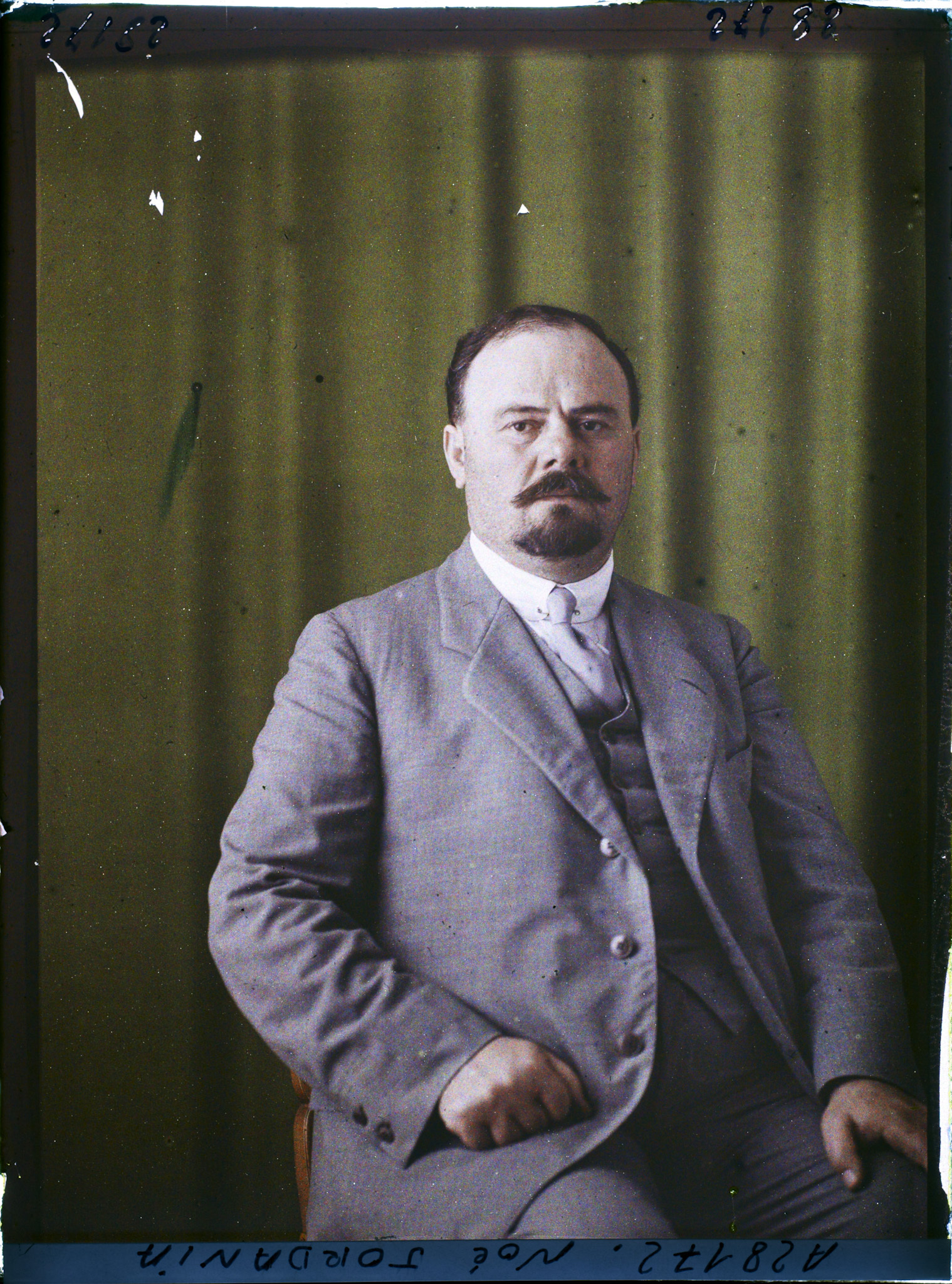
Buitenlandminister Akaki Tsjchenkeli.

Parallel aan Ottomaans-Kaukasische onderhandelingen in Batoemi hielden de Georgiërs in mei 1918 in dezelfde stad geheime gesprekken met het Duitse Keizerrijk. Dit leidde tot het uitroepen van de Georgische onafhankelijkheid op 26 mei 1918 en het Verdrag van Poti twee dagen later. Dit verdrag werd in de Georgische havenstad Poti ondertekend door de Duitse generaal-majoor Otto von Lossow en de Georgische buitenlandminister Akaki Tsjchenkeli, namens hun beider regeringen.
De overeenkomst betekende de Duitse erkenning van de Georgische republiek. De territoriale bepalingen van het Verdrag van Brest-Litovsk waren het uitgangspunt, waardoor verdere Ottomaanse claims tegen Georgisch territorium moesten worden afgehouden. In ruil voor deze garanties en erkenning kreeg Duitsland het recht op het gebruik van de Georgische spoorwegen en de exploitatie van belangrijke mijnen. Duitse troepen werden in het land gestationeerd ter bewaking van de infrastructuur.
In aanvullende afspraken stond Duitsland garant voor de territoriale integriteit volgens de grenzen van de oude Russische gouvernementen Tiflis en Koetais, inclusief de betwiste provincies Zakatala en Soechoemi. Duitsland overtuigde Rusland in augustus 1918 om in aanvullende afspraken van het Verdrag van Brest-Litovsk de Duitse erkenning van Georgië als onafhankelijke staat goed te keuren.

### Verdrag van Batoemi

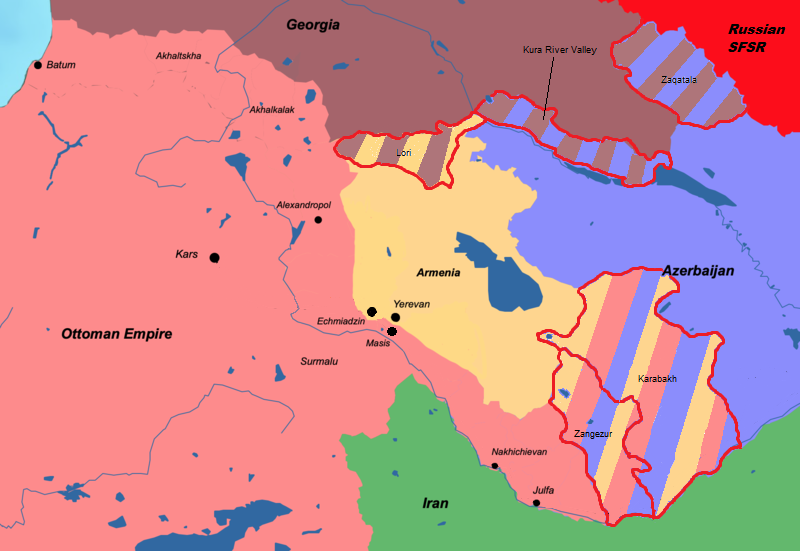
Verdeling van het territorium in de regio door de verdragen van Batoemi.

De Ottomanen bezetten in april 1918 Batoemi en troffen voorbereidingen voor een vervolgoffensief als ultimatum aan de Transkaukasische Federatie om territoriale concessies te doen. De federatie was hierdoor alsnog bereid het Verdrag van Brest-Litovsk te erkennen om verdere Turkse verovering te voorkomen. Op 11 mei 1918 begon in Batoemi een conferentie tussen de twee partijen over territorium en vrede.
De Turkse delegatie kreeg van haar regering de opdracht om nog meer grondgebied te eisen en van de Transkaukasische Federatie een Ottomaans protectoraat te maken. De Duitsers Friedrich-Werner von der Schulenburg en Otto von Lossow waren als observant bij de conferentie aanwezig en wisten Turkse ambities ten aanzien van Georgisch en Armeens territorium af te remmen. Door het uiteenvallen van de federatie werden in juni 1918 drie aparte verdragen gesloten, die bijdroegen aan de Turkse expansie in de Zuidelijke Kaukasus en de succesvolle opmars naar Bakoe die zomer.
Het Georgische Verdrag van Batoemi werd op 4 juni 1918 getekend en kwam neer op 'territorium voor vrede en erkenning'. Artikel 1 van het verdrag verklaarde de "duurzame vrede en eeuwige vriendschap" tussen de twee landen. Georgië moest hiervoor de districten Achaltsiche en Achalkalaki aan de Turken afstaan, naast de gebieden die het al door het Verdrag van Brest-Litovsk kwijt was geraakt. De Georgisch-Turkse grens van het Verdrag van Adrianopel uit 1829 werd hiermee hersteld. Tevens werd Georgië verplicht tot inkrimping van de krijgsmacht en het afgeven van de controle over de spoorwegen, iets dat strijdig was met het pact met Duitsland. Het verdrag trad feitelijk niet in werking, doordat Georgië het niet ratificeerde. De komst van Duitse troepen een week na de ondertekening voorkwam Turkse uitvoering van het verdrag ten aanzien van de op Georgië geclaimde gebieden.

### Wapenstilstand van Mudros

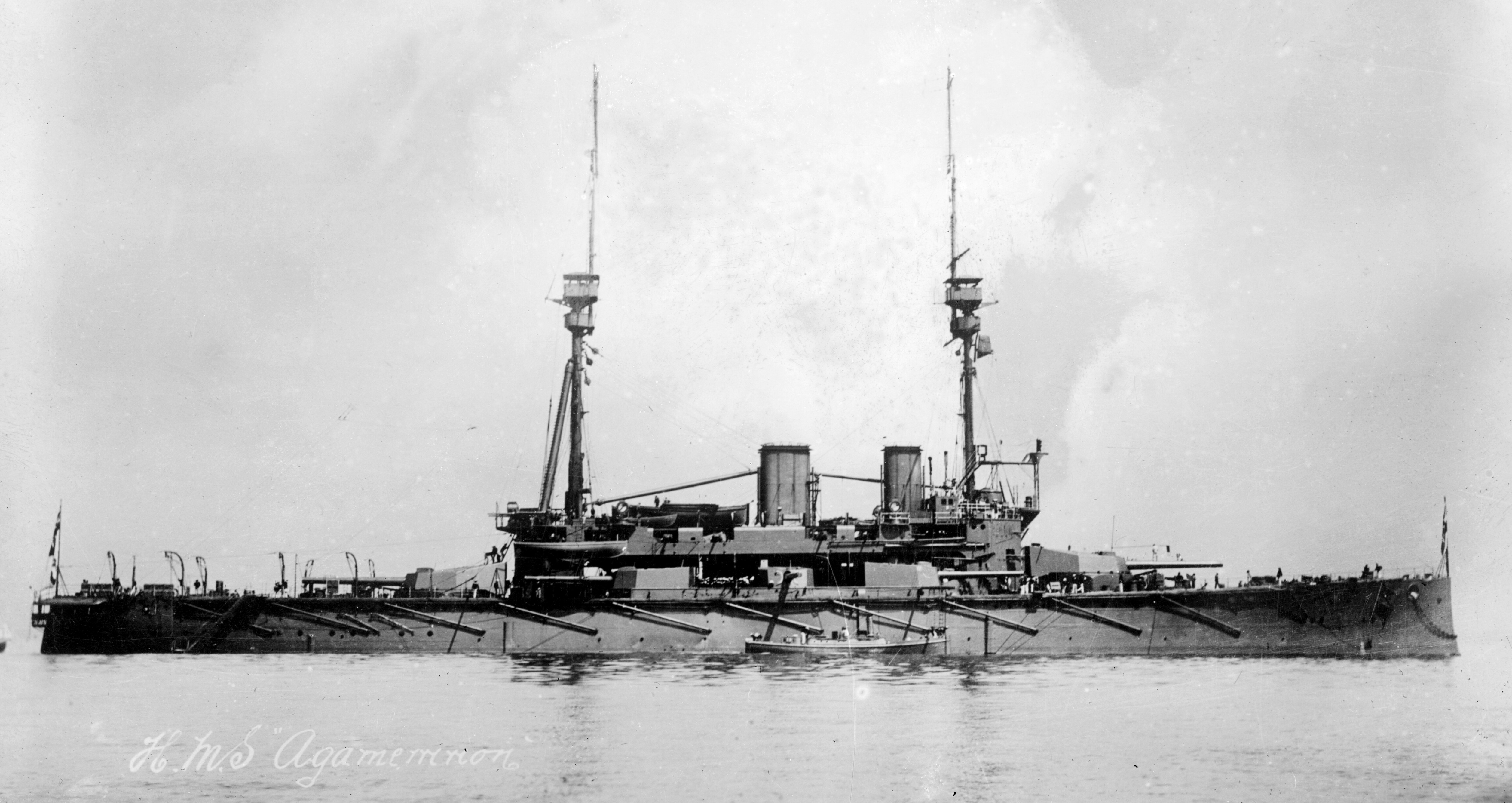
Het Britse schip Agamemnon waarop de onderhandelingen plaatsvonden in de haven van het Griekse Mudros.

De Ottomanen realiseerden zich in oktober 1918 door de Bulgaarse capitulatie en Duitse onderhandelingen met de geallieerden over een wapenstilstand, dat de centrale mogendheden de Eerste Wereldoorlog niet konden winnen en dat er onderhandeld moest worden over overgave. Dit leidde tot de wapenstilstand van Mudros, die op 30 oktober 1918 getekend werd tussen de geallieerden en de Ottomanen. Voor Georgië en Armenië pakte dit verdrag slecht uit. Beide landen verwachtten dat de Ottomanen als verliezende partij zich in ieder geval zouden moeten terugtrekken tot de Russisch-Turkse grenzen van 1914, omdat de geallieerden de verdragen van Brest-Litovsk en Batoemi niet erkenden. Deze verwachting was niet onterecht, want in de oorspronkelijke Britse conceptversie was dit ook de bedoeling.
De Britse generaal Charles Townshend ging daar tegenin en bepleitte bij zijn regering dat de Ottomanen hun veroveringen in het Midden-Oosten en de Russische Kaukasus zouden mogen behouden, ook al waren de Turken al bezig zich terug te trekken tot de grenzen van Brest-Litovsk. Het voorstel van Townshend werd niet direct overgenomen in Londen, maar de Britten deden wel concessies aan de Turken. Artikel 11 van de wapenstilstand erkende de gedeeltelijke Turkse terugtrekking uit Transkaukasië, maar stelde dat de overige gebieden door de geallieerden nader bestudeerd zouden worden. Voor de Georgiërs betekende dit dat de districten Artvin, Ardahan en Oltisi voor onbepaalde tijd onder Turkse bezetting bleven. Ottomaanse krachten maakten van de gelegenheid gebruik door op 1 december 1918 de Voorlopige Nationale Regering van de Zuidwestelijke Kaukausus uit te roepen in het gebied dat Georgië en Armenië claimden en ongeveer het voormalige oblast Kars besloeg.
Een ander belangrijk gevolg van het verdrag was de vervanging van Duitse troepen door Britse, dat in artikel 15 van het verdrag stond. Dit artikel plaatste de spoorwegen in Transkaukasië alsmede de provincie Batoemi onder geallieerd gezag. Door de Duitse en Ottomaanse capitulaties verviel ook de erkenning van de onafhankelijkheid van Georgië. De geallieerden waren bereid tot diplomatieke relaties met de feitelijke gezaghebbers in de Transkaukasische republieken, maar zagen deze voornamelijk als tijdelijk afgescheiden Russische gebieden.

### Georgisch-Azerbeidzjaans verdrag

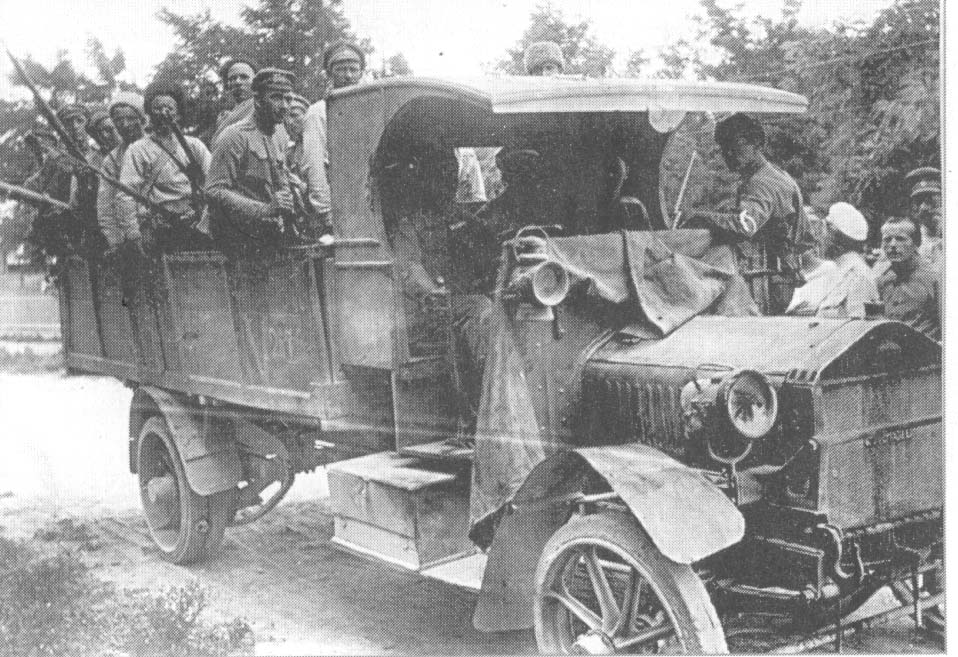
De opmars van de troepen van generaal Denikin richting het zuiden was een probleem voor zowel Georgië als Azerbeidzjan.

Door de toenemende dreiging van de Witten en het Zuid-Russische Leger in de Noordelijke Kaukasus voor zowel Georgië als Azerbeidzjan besloten beide landen in 1919 de handen ineen te slaan. Generaal Denikin had al verschillende malen het offensief geopend op Abchazië, en zijn verenigde strijdkrachten hadden de Russische bolsjewieken uit de noordelijke Kaukasus verjaagd. De Georgiërs waren niet blij met de Britse houding jegens Denikin in het Sotsjiconflict, ondanks dat de Britten Denikin opriepen zijn aanvallen naar het zuiden te stoppen. Het Zuid-Russische Leger was in het voorjaar van 1919 Dagestan binnengevallen en schafte de Bergrepubliek van de Noordelijke Kaukasus af, tot ongenoegen van de Britse minister van Oorlog Winston Churchill. Het Zuid-Russische Leger veroverde langs de Kaspische Zee ook gebieden waar Azerbeidzjan een claim op legde.
Georgië en Azerbeidzjan sloten op 16 juni 1919 een verdedigingspact, wat volgens het eerste artikel betekende dat als een van beide landen zou worden aangevallen door een derde macht, de ander met alle beschikbare militaire middelen steun zou verlenen. Het bepaalde ook dat mogelijke grensconflicten als gevolg van onopgeloste territoriale twisten tussen de Transkaukasische republieken niet als een aanval zoals bedoeld in het verdrag konden worden beschouwd. Hiermee werd duidelijk gemaakt dat het verdrag gericht was tegen Rusland, de enige partij waar beide landen een gezamenlijke grens mee hadden. Het verdrag was een uitsluitend defensief verdrag (artikel 3), met een geldigheid van drie jaar (artikel 5), en hield de deur open voor Armenië om ook aan het verdrag deel te nemen (artikel 10).
Het verdrag leek Denikin te ontmoedigen om grootschalige initiatieven te ontplooien tegen zowel Georgië als Azerbeidzjan, maar hij legde in november 1919 wel een economische blokkade op. Azerbeidzjan had vrijwel al zijn troepen ingezet in Karabach, waardoor het aan de noordgrens slecht verdedigd werd. In het voorjaar van 1920 werd het Zuid-Russische Leger verslagen door het Rode Leger dat kort daarna de Azerbeidzjaanse republiek omver wist te werpen. De Azerbeidzjanen vroegen binnen enkele uren na de inval om Georgische assistentie, maar premier Zjordania stelde dat het Azerbeidzjaanse leger niet bereid was te vechten tegen de Sovjets. De Georgische regering was daarnaast van mening dat het een binnenlandse kwestie werd doordat de bolsjewistische coupplegers in Azerbeidzjan het Rode Leger uitnodigden om het land te bezetten. Met andere woorden, Georgië paste het defensiepact niet toe. Het vreesde Russische represailles.

### Verdrag van Moskou 1920
Een mislukte couppoging en een tegengehouden invasie van het Rode Leger in Georgië leidden tot het verdrag Verdrag van Moskou dat op 7 mei 1920 werd getekend. Het betekende de Sovjet-Russische de jure erkenning van de Georgische republiek met het grondgebied dat Georgië op dat moment controleerde, inclusief diverse betwiste gebieden die het claimde. Het gevolg van het verdrag was dat de Britten hun militaire aanwezigheid in het land moesten beëindigen. Daarnaast moesten de Georgiërs de bolsjewistische communistische partij volledig legaliseren en moesten ze alle communistische gevangenen vrijlaten. Alhoewel Georgië de Russische erkenning had verkregen, gaf het verdrag ook alle ruimte voor Rusland om een bolsjewistische vijfde colonne te organiseren om de Georgische staat te ondermijnen.
Ondanks de duidelijke afspraken in het verdrag en het nakomen ervan door de Georgische regering schonden de Sovjets het verdrag met regelmaat. Dit gebeurde onder meer door op eigen houtje Georgisch territorium toe te zeggen aan Armenië (Bortsjalo, Achalkalaki en Achaltsiche) en Azerbeidzjan (Zakatala). Het Verdrag van Moskou werd definitief geschonden toen het Rode Leger op 11 februari 1921 zonder oorlogsverklaring Georgië binnenviel. Op 25 februari 1921 viel Tbilisi en werd de bolsjewistische Georgische Socialistische Sovjetrepubliek opgericht.

### Verdrag van Sèvres

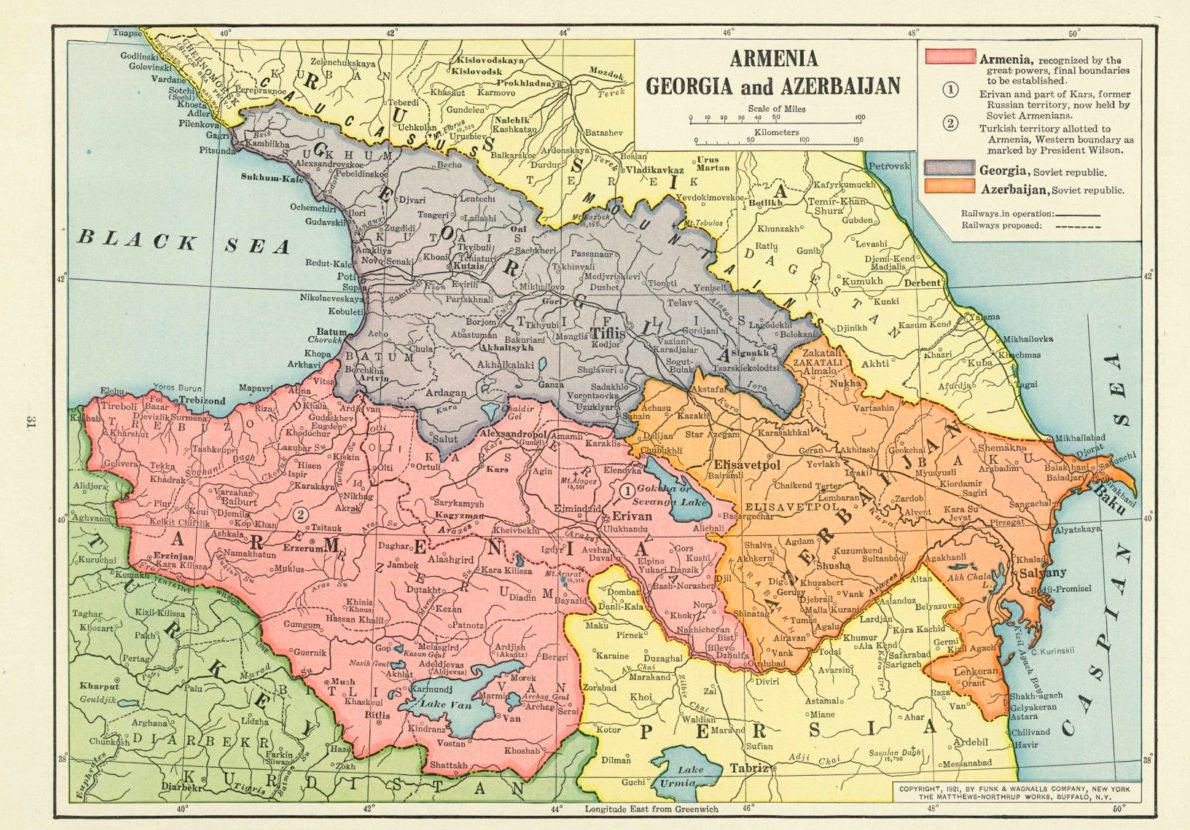
De gevolgen van het Verdrag van Sèvres voor Transkaukasië: een groot Armenië dat ook ten koste ging van enkele Georgische claims.

In de zomer van 1920 vonden in het Franse Sèvres, niet ver van Parijs, aanvullende onderhandelingen plaats over de herverdeling van voormalige Ottomaanse gebieden en de grenzen en omvang van Armenië. Dit laatste had ook gevolgen voor Georgië. De Georgische delegatie bij de Vredesconferentie van Parijs werd niet uitgenodigd bij de conferentie in Sèvres noch bij de ondertekening van het verdrag op 10 augustus 1920.
De Amerikaanse president Woodrow Wilson maakte zich hard voor een groot Armenië, dat een groot deel van Oost-Anatolië zou beslaan met toegang tot de Zwarte Zee. In dat gebied hadden Georgië en Armenië overlappende territoriale claims. Een paar maanden eerder, tijdens de Conferentie van San Remo, konden beide landen niet tot een compromis komen over de Armeense wens voor spoorwegtoegang tot de Zwarte Zeehaven van Batoemi, wat tot irritatie leidde bij de geallieerden. Armenië erkende de provincie Batoemi als onderdeel van Georgië, dat bereid was de spoorlijn Jerevan - Batoemi open te stellen voor Armeense zeetoegang. Armenië eiste dat deze spoorlijn door Georgisch grondgebied onder haar gezag zou komen te staan, wat onaanvaardbaar was voor de Georgische delegatie.
De Fransen waren in eerste instantie tegen de Georgische aanspraken op Batoemi en Artvin, omdat dit de Armeense belangen voor toegang tot de Zwarte Zee te veel zou kunnen schaden. Andere geallieerde partijen waren ook terughoudend tegenover Georgische claims op Ardahan en delen van de vilajets Trebizond (Lazistan) en Erzurum. Al met al was men niet erg genegen om de Georgische territoriale wensen te accommoderen. Niettemin gingen de geallieerden in juli 1920 akkoord met de toekenning van Batoemi en Artvin aan Georgië. Lazistan werd aan Armenië toegekend voor toegang tot de Zwarte Zee. Ondanks dat niet alle territoriale claims op Turkije werden ingewilligd, was het verdrag voor Georgië van belang omdat het in artikel 92 als staat werd genoemd, een impliciete erkenning. Een maand na het verdrag werd Armenië door zowel de Turken als de Sovjets aangevallen en viel de tweede Transkaukasische republiek na Azerbeidzjan, waardoor Georgië klem kwam te zitten tussen de twee regionale machten.

### Verdragen van Moskou (1921) en Kars

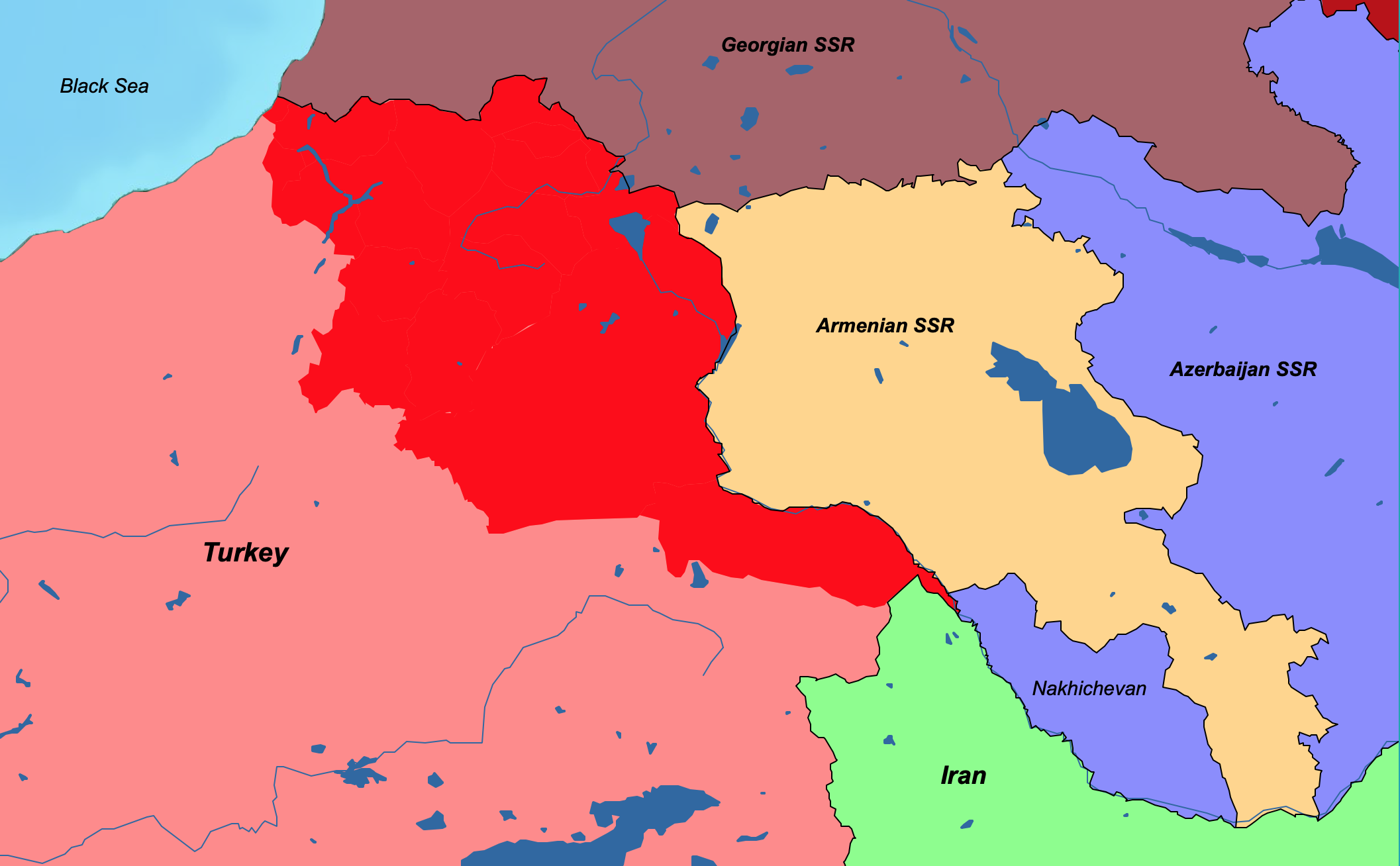
Turkije kreeg een flink stuk territorium erbij als gevolg van de val van het Russisch Rijk (in rood).

Turkije bezette tijdens de Sovjet-invasie delen van Georgië die in het Russisch-Georgische Verdrag van Moskou nog als Georgisch werden erkend. Daags na de val van Tbilisi en het uitroepen van de Georgische Socialistische Sovjetrepubliek op 25 februari 1921 begon een Russisch-Turkse conferentie over territoriale afspraken en de grensbepaling tussen Turkije en de Transkaukasische sovjetrepublieken. Dit resulteerde op 16 maart 1921 in het Verdrag van Moskou tussen Sovjet-Rusland en Turkije.
Voor Georgië betekende dit het verlies van de zuidwestelijke delen die in 1878 nog door tsaristisch Rusland waren veroverd op de Ottomanen, behalve het noordelijke deel van Batoemi. Zeven maanden later, op 13 oktober 1921, werd het Verdrag van Kars getekend. Dit was in feite een bevestiging van het Verdrag van Moskou, met ditmaal vertegenwoordigers van de drie Transkaukasische sovjetrepublieken Armenië, Azerbeidzjan en Georgië. De Georgisch-Turkse grens die in 1921 werd vastgelegd met deze twee verdragen komt overeen met de grens van het post-Sovjet onafhankelijke Georgië.

## Internationale erkenning
De internationale erkenning van Georgië als onafhankelijk land had een hoge prioriteit bij de regering en vergde veel inspanning. Ze probeerde ook het lidmaatschap van de Volkenbond te verkrijgen wat niet lukte. Het eerste land dat Georgië erkende was Duitsland, dat als beschermheer optrad en de onafhankelijkheidsverklaring had aangemoedigd. In aanvullende afspraken beloofden de Duitsers te helpen bij de internationale erkenning van Georgië en het borgen van de territoriale integriteit. De meeste Georgische inspanning was erop gericht om via de Vredesconferentie van Parijs de geallieerden te overtuigen. In januari 1920 besloten zij om Georgië de facto te erkennen, wat in Tbilisi als een grote overwinning werd gevierd. Premier Zjordania sprak het parlement toe en benadrukte de natuurlijke band van Georgië met Europa:

Burgers! Staat u mij toe u te feliciteren, de bevolking van Georgië te feliciteren met het feit dat zij met een gehesen vlag tot de internationale familie is toegetreden en uw plaats naast de bevolking van Europa heeft ingenomen. Van nu af aan wordt de Georgische natie door de grote naties aanvaard als een gelijke onder gelijken. Ons huidige leven en onze toekomst zijn nauw en direct verweven met het Westen, en geen enkele inspanning kan deze verbinding verbreken.
— Noë Zjordania

De Russische erkenning in mei 1920 was een belangrijke stap, omdat de voormalige overheerser hiermee formeel afzag van de territoriale aanspraken. Het bleek negen maanden later niet veel waard te zijn, toen het Rode Leger Georgië binnenviel. De geallieerden hadden het land slechts enkele weken daarvoor de jure erkend. De Verenigde Staten waren de grote (geallieerde) afwezige in het steunen van de onafhankelijkheid van Georgië. In februari 1920 verklaarde de VS dat ze "het besluit van de Hoge Raad van Parijs over de erkenning van de zogenaamde republieken Georgië en Azerbeidzjan afkeurt". De VS trok de wettigheid van het Georgische verlangen naar politieke onafhankelijkheid in twijfel en erkende alleen de onafhankelijkheid van Finland, Polen en Armenië. Na de val van de republiek op 25 februari 1921 werd Georgië alsnog door een reeks landen erkend: Haïti en Liberia in maart, Mexico in april, Panama in augustus en in november door Thailand.
| 28 mei 1918b                                        | Duitsland                              | Verdrag van Poti                     |
| 4 juni 1918a                                        | Ottomaanse Rijk                        | Verdrag van Batoemi                  |
| oktober 1918a                                       | Denemarken, Zweden, Zwitserland        |                                      |
| 5 december 1918a                                    | Oekraïne                               |                                      |
| 24 maart 1919b                                      | Armenië                                |                                      |
| 15 september 1919b                                  | Argentinië                             |                                      |
| januari 1920a                                       | Geallieerden                           | De jure erkenning op 27 januari 1921 |
| februari 1920a                                      | Japan                                  | De jure erkenning op 27 januari 1921 |
| maart 1920a                                         | Polen                                  | De jure erkenning op 28 januari 1921 |
| 7 mei 1920b                                         | Rusland                                | Verdrag van Moskou                   |
| 26 augustus 1920b                                   | België                                 |                                      |
| september 1920b                                     | Weimarrepubliek                        |                                      |
| 27 januari 1921b                                    | Frankrijk, Italië, Verenigd Koninkrijk |                                      |
| 1 februari 1921b                                    | Luxemburg, Oostenrijk, Roemenië        |                                      |
| a de facto erkenning; b de jure erkenning; Bronnen: |                                        |                                      |

## Demografie
De Democratische Republiek Georgië kende een etnisch diverse populatie. In 1917, een jaar voor de republiek werd uitgeroepen, had het gebied dat Georgië zou vormen volgens de gegevens van de respectievelijke bestuurlijke eenheden ongeveer 2,8 miljoen inwoners. Ongeveer 63 procent was etnisch Georgisch. Armeniërs waren met een aandeel van 16 procent ruimschoots de tweede bevolkingsgroep. Zij woonden voornamelijk in het voormalige gouvernement Tiflis waar de met Armenië betwiste districten onder vielen. In datzelfde gouvernement woonde ook het grootste deel van de Azerbeidzjanen in Georgië.
| Bevolking territorium Democratische Republiek Georgië 1917 | Bevolking territorium Democratische Republiek Georgië 1917 | Bevolking territorium Democratische Republiek Georgië 1917 | Bevolking territorium Democratische Republiek Georgië 1917 | Bevolking territorium Democratische Republiek Georgië 1917 | Bevolking territorium Democratische Republiek Georgië 1917 |
|                                                            | Georgiërs                                                  | Armeniërs                                                  | Azerbeidzjanen                                             | Totaal                                                     |                                                            |
| ---------------------------------------------------------- | ---------------------------------------------------------- | ---------------------------------------------------------- | ---------------------------------------------------------- | ---------------------------------------------------------- | ---------------------------------------------------------- |
| Gouvernement Tiflis                                        | 663.000                                                    | 411.000                                                    | 106.000                                                    | 1.473.000                                                  |                                                            |
| Gouvernement Koetais                                       | 993.000                                                    | 4.600                                                      | 0                                                          | 1.034.000                                                  |                                                            |
| Okroeg Soechoemi                                           | 50.000                                                     | 20.000                                                     | 2.000                                                      | 209.000                                                    |                                                            |
| Oblast Batoemi                                             | 78.000                                                     | 15.000                                                     | 15.000                                                     | 122.000                                                    |                                                            |
| Totaal                                                     | 1.784.000                                                  | 450.600                                                    | 123.000                                                    | 2.838.000                                                  |                                                            |

Begin 1921 werd de bevolking op 2.453.670 geschat. De daling was het gevolg van het uiteenvallen van het Russische Rijk en de verschillende oorlogen in deze periode. Wel werd de bevolking meer etnisch Georgisch door het wegtrekken van met name etnische minderheden.

## Economie

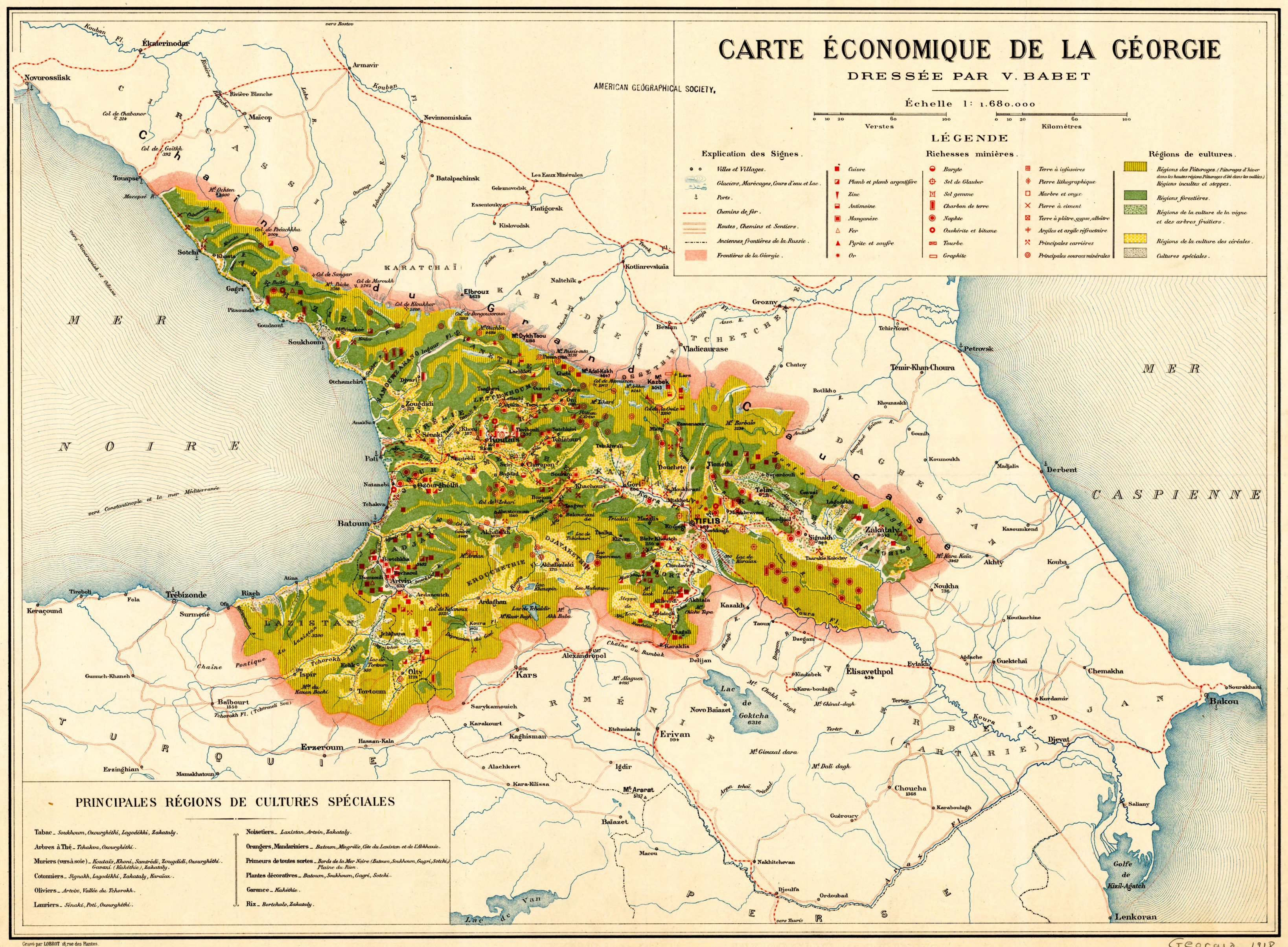
Economische kaart van Georgië uit 1918 met de agrarische regio's, gewassen en mineralen.

De Georgische economie was in 1918 in slechte staat als gevolg van de revoluties van 1917, de Russische Burgeroorlog, economische afhankelijkheid van Rusland, de instabiele internationale situatie in de omgeving, de vijandige buren, interne opstanden en een verarmde en grotendeels analfabete bevolking. Dit alles ondermijnde de stabiliteit en veiligheid van de nieuwe staat.
De mijnen van Tsjiatoera – rond 1900 nog dominant op de wereldmarkt van mangaan – en Tkiboeli waren belangrijk voor de export, maar door de Eerste Wereldoorlog was deze ingestort ondanks Duitse exploitatie in 1918. De werkgelegenheid, de landbouwproductie en de fabrieksproductie daalden catastrofaal. De staat gaf vier maal de inkomsten uit.
Er was ook een etnische component die bijdroeg aan de economische malaise. Het overgrote deel van de handelaren en ondernemers in Georgië was etnisch Armeens, terwijl het bestuur tot 1917 grotendeels uit etnische Russen bestond. Etnische Georgiërs werkten voornamelijk in de landbouw of deden ongeschoolde arbeid in de steden. Door de Armeens-Georgische Oorlog ontstond een anti-Armeens sentiment, waardoor de gegoede Armeense zakenklasse niet erg genegen was om bij te dragen aan de noodzakelijke hervormingen in het land.
Onder het Russisch tsaristisch gezag was Georgië weliswaar gedeeltelijk geïndustrialiseerd en voorzien van infrastructuur van een moderne natie, maar fundamenteel bleef de Georgische bevolking economisch onderontwikkeld met voornamelijk zelfvoorzienende landbouw. Ongeveer 79 procent van de bevolking werkte op het land, met verouderde methoden. De inefficiënte voedselproductie veroorzaakte tekorten in de steden, ondanks dat 81 procent van al het bouwland voor granen werd gebruikt. Hierdoor was ook import nodig in combinatie met een exportverbod voor de belangrijkste agrarische producten.
De pogingen van de Georgische regering om een socialistisch economisch beleid te hanteren terwijl het de financiële middelen niet had om de economie te steunen, droegen niet bij aan een verbetering op de korte termijn. Wel werden landhervormingen doorgevoerd die boeren tot landeigenaar en ondernemer maakten. In de loop van 1920 en 1921 tekende zich een lichte verbetering in de economie af. Op de Balkan werd in vergelijkbare landen halverwege de jaren twintig een gezondere economische situatie bereikt. De Georgische regering kreeg simpelweg geen tijd om dezelfde curve door te maken en internationale kredietverstrekking te krijgen na internationale erkenning, en fiscale en monetaire hervormingen door te voeren.
De Georgische sociaaldemocraten waren geen dogmatische idealisten, maar nuchtere realisten. Met een gematigd socialisme steunden ze de lokale industrie en het ondernemerschap en adresseerden tegelijkertijd de noden van de bezitlozen op het platteland en in de stad. Historicus Jones stelde dat het "een moeilijk evenwicht was om te handhaven – misschien wel een onmogelijk evenwicht – maar onder de omstandigheden van 1918-21 waren noch een laissez-faire-beleid, noch een radicaal socialistisch beleid economisch duurzaam".

## Nalatenschap
De onafhankelijkheid van 1918-1921 was ondanks haar korte duur van groot belang voor de ontwikkeling van een Georgische Europees georiënteerde natiestaat en een nationaal bewustzijn onder de Georgiërs. De invasie van 1921 betekende voor het Georgische volk de "tweede Russische annexatie" na de inlijving door het Keizerrijk Rusland in 1801. Premier Zjordania's woorden over het Europese pad en de afkeer van Rusland klinken door in het Georgië van de 21e eeuw:

Ons pad leidt ons naar Europa, terwijl Rusland richting Azië beweegt. Ik weet het, de vijanden zullen zeggen: jullie kiezen de kant van de imperialisten! Maar ik zeg zonder aarzeling: ik sta liever achter de westerse imperialisten dan bij de oosterse fanatici!
— Noë Zjordania, 14 januari 1920.

### Sovjetdoctrine

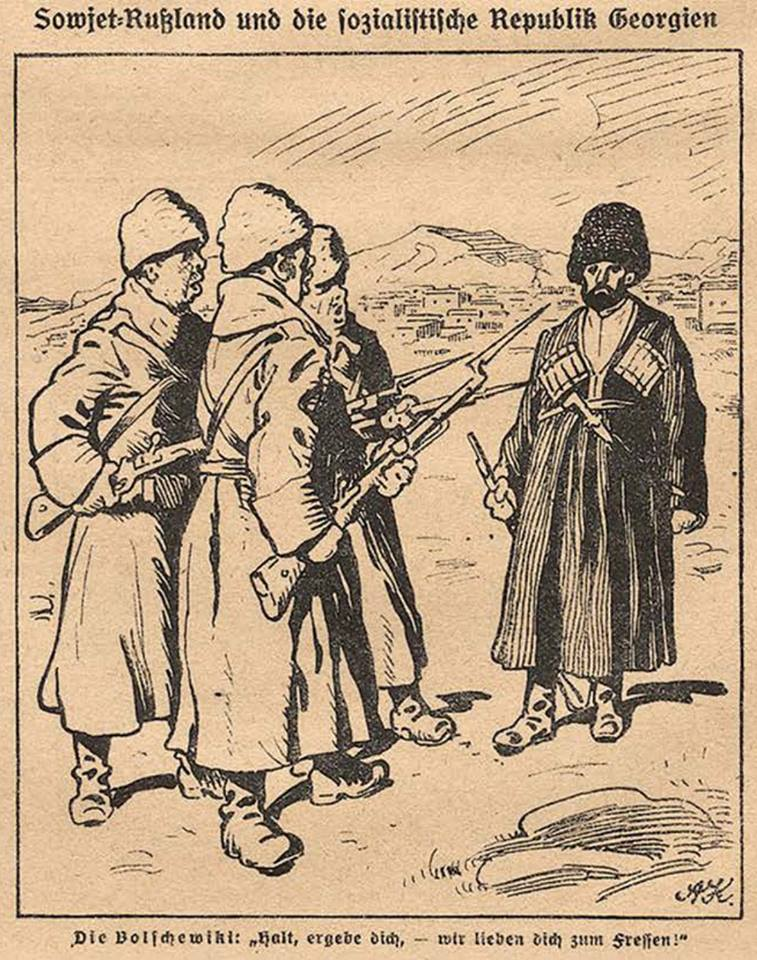
Duitse karikatuur over de sovjetisering van Georgië: "Stop, geef je over - we houden zoveel van je, dat we je willen opeten!"

De krachtige anti-Russische woorden van Zjordania waren onder het Sovjetbewind taboe. De mensjewistische republiek werd in een negatief daglicht gesteld met de bedoeling de herinnering aan de republiek uit te wissen. Volgens het communistische narratief sloten niet-Russen zich vrijwillig aan bij de Sovjet-Unie en riepen zij op tot eenheid met hun Russische broeder. De sovjetisering van Georgië was volgens dat narratief verwezenlijking van de doelstellingen van het revolutionaire bolsjewisme, dat begon met de Oktoberrevolutie van 1917 en eindigde met de vestiging van het Sovjetregime in februari 1921. De republiek was in die optiek een tijdelijk hoofdstuk binnen de grote bolsjewistische beweging.
De Democratische Republiek Georgië werd binnen dit verhaal beschouwd als tegenstrijdig met de 'ware' wil van de Georgiërs en werd geframed als een achterlijke en reactionaire nepstaat, bezet door Duitse imperialisten. De sociaaldemocratische regering werd daarbij als een volksvijandig, capitulationistisch regime voorgesteld, die 'democratische bewegingen' bruut onderdrukte en erop uit was de 'traditionele banden' met Rusland te verbreken. Volgens het Sovjetnarratief waren het de Georgische arbeiders en boeren geweest die door een gewapende opstand de burgerlijk-nationalistische regering omverwierpen en een Sovjetregering vestigden.
Ondanks deze pogingen Georgisch nationalistische gevoelens weg te drukken, waren er gedurende de Sovjetperiode momenten van nationalistische opleving en verzet tegen de communistische dictatuur, waaronder de protesten in Tbilisi van 1956. In 1978 zou een grondwetswijziging het Russisch gelijkstellen aan het Georgisch als staatstaal in de sovjetrepubliek, wat tot een massademonstratie in Tbilisi leidde tegen deze poging tot russificatie. De 150e verjaardag in oktober 1987 van Ilia Tsjavtsjavadze, de aanjager van het nationale bewustzijn in de 19e eeuw en het symbool van de Georgische culturele natie, markeerde het begin van het einde van de Sovjetregering in Georgië. Onder invloed van de glasnost begonnen Georgische historici met een herevaluatie van de geschiedenis van de Democratische Republiek Georgië.

### Eerherstel

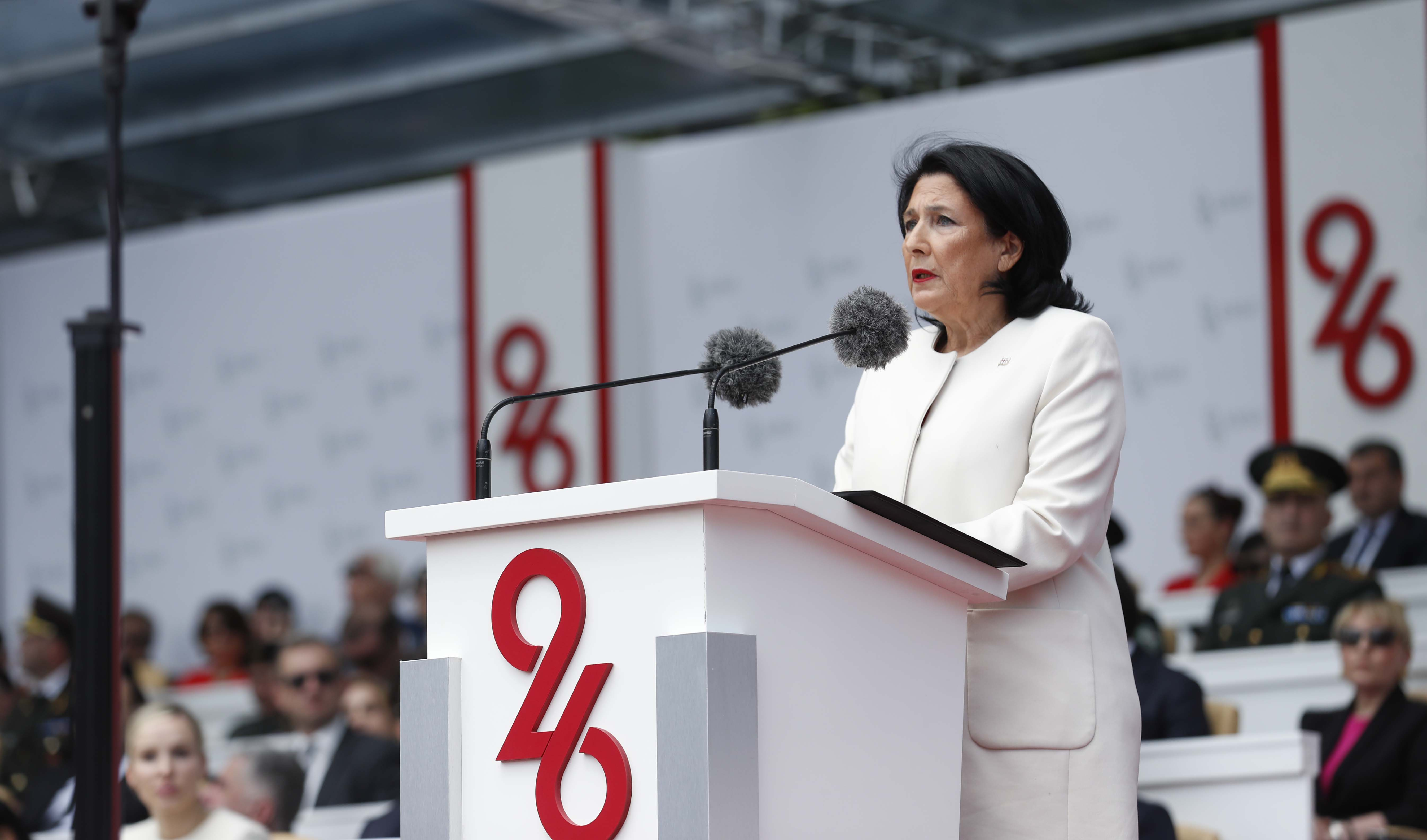
26 mei wordt in het moderne Georgië gevierd als onafhankelijkheidsdag, refererend aan de onafhankelijkheidsverklaring van 1918.

De eerste republiek, haar opheffing en de brute sovjetisering in de jaren twintig kwamen centraal te staan in het nationale anti-Sovjet verzet. In november 1989 onderschreef de Opperste Sovjet van de Georgische sovjetrepubliek het standpunt dat er sprake was van een bezetting en annexatie van het onafhankelijke Georgië door Sovjet-Rusland. Het droeg er allemaal toe bij dat Georgië vanaf de perestrojka een van de meest uitgesproken landen in de Sovjet-Unie werd als het ging om onafhankelijkheid.
De onafhankelijkheidsverklaring van 26 mei 1918 en de grondwet van de republiek werden onderdeel van het nieuwe onafhankelijkheidsstreven in de periode voorafgaand aan het uiteenvallen van de Sovjet-Unie. President Zviad Gamsachoerdia omarmde dit en sprak in de onafhankelijkheidsverklaring van 9 april 1991 over het herstel van de onafhankelijkheid op basis van de akte van 1918. De onafhankelijkheidsverklaring van 1991 stelde dat er sinds 1921 sprake was van een schending van het Verdrag van Moskou door een illegale Sovjet-bezetting en een onvrijwillige opname in de Sovjet-Unie. In 1990 werd de vlag van de eerste republiek opnieuw ingevoerd als nationale vlag evenals het volkslied Dideba. De nationale onafhankelijkheidsdag werd op 26 mei gezet, refererend aan de onafhankelijkheidsverklaring van 1918.

### Progressieve democratische waarden
De Democratische Republiek Georgië wordt herinnerd als een pluriforme democratische staat die kort na de oprichting universeel kiesrecht invoerde en een progressieve grondwet introduceerde met bescherming van vrouwenrechten, etnische- en religieuze minderheden. De vrijheid van meningsuiting, vrijheid van vereniging, politieke participatie en oppositie werden beschermd en de doodstraf werd afgeschaft. In de drie jaar dat de republiek bestond voerde de regering een grote hoeveelheid wetgeving in die Georgië tot een van de meest egalitaire en vrije staten ter wereld zou hebben gemaakt.
Het ontbrak echter aan geld, expertise, en bovenal tijd en vrede om de wetten ten uitvoer te brengen. Er werden niettemin vele instellingen opgericht: een staatsuniversiteit, een nationale kunstgalerie, er kwamen lagere rechtbanken, een hooggerechtshof, lokale gekozen functionarissen en er werden pluriforme stadsbesturen gekozen. Georgiërs zagen hun sociale revolutie als een democratische machtsovername en zagen het net als Karl Kautsky niet als een dictatuur van een klasse.
De wortels van de sociaaldemocratie van de eerste Georgische republiek lagen in Europa, wat heeft bijgedragen aan de sterke Europese oriëntatie van Georgië. De sociaaldemocraten die de basis legden voor de Democratische Republiek Georgië waren sterk geëuropeaniseerd door hun verblijf of ballingschap in West-Europa en brachten ideeën mee over gelijkheid, zelfbeschikking, democratie en burgerrechten. De 100-jarige viering van de republiek in 2018 ging gepaard met verschillende initiatieven om de geschiedenis bij een breder publiek bekend te maken en sindsdien onderzoekt een nieuwe generatie Georgische historici de geschiedenis tot in detail. Ook werd in dat jaar het Rozenrevolutieplein in Tbilisi hernoemd naar Plein van de Eerste Republiek, als eerbetoon aan de Democratische Republiek Georgië.